# Catanduva
Catanduva é um município brasileiro do estado de São Paulo. Fundado em 14 de abril de 1918, localiza-se a uma latitude 21°8′16″ sul e a uma longitude 48°58′22″ oeste, a 385 quilômetros da capital estadual. Tem altitude média de 503 metros. Sua população, segundo o Censo Demográfico de 2022, era de 114 953 habitantes , sendo o 72.° município em população do estado de São Paulo e o 263.° do Brasil. Sua economia é baseada no comércio, prestação de serviços, indústrias diversas e agricultura. Em 2016 era a 79ª cidade mais desenvolvida do país e a 48º no estado de São Paulo, segundo o Índice Firjan de Desenvolvimento Municipal, publicado em 2018.

## Toponímia
"Catanduva" é palavra de origem tupi que significa "ajuntamento de mata dura", ou seja, "cerrado", através da junção dos termos ka'a (mata), atã (duro) e tyba (ajuntamento, se tornou " tuva" no tupi paulista). É uma referência à vegetação com árvores de troncos e galhos retorcidos recobertos por casca grossa e resistente ao fogo. Este nome designava a fisionomia mais característica do cerrado brasileiro.

## História
Até hoje, ninguém sabe quem fundou Catanduva, mas crê-se em duas histórias, tendo, como base, que seu primeiro nome era "Cerradinho", uma pequena vila construída às margens do rio São Domingos. As histórias são:
- José Lourenço Dias Figueiredo, de Minas Gerais, havia comprado propriedades em 1850. Em 1889, Joaquim Figueiredo, seu filho, tomou posse dessas terras e começou o cultivo delas e a construção da primeira casa de telhas.
- Já a outra história diz que Antônio Maximiano Rodrigues fundou a cidade. Natural de Conceição do Rio Verde, no estado de Minas Gerais, teria adquirido terras na região de Catanduva, por volta de 1850, e nelas se estabelecido em 1892, quando fez a doação de 10 alqueires da sua propriedade para patrimônio da Paróquia de São Domingos, batizada com o nome, já mencionado, de Cerradinho por se encontrarem tais terras encravadas na Fazenda de São Domingos do Cerradinho. Outros, ainda, optam pelo nome de Domingos Borges da Costa (conhecido por "Minguta"), idoso que se radicou nas cercanias da povoação nascente, à beira de um riacho, hoje denominado Minguta.[10]

Apesar da sobreposição de datas, até o momento, só se localizaram documentos de propriedade de Maximiano, sendo a versão relativa a Minguta rejeitada pelos historiadores. 
A Imperial Estrada do Taboado que de Jaboticabal aprofundava pelo alto sertão, passando por Monte Alto, Vista Alegre do Alto, Palmares Paulista (antigo Cordão Escuro), Tabapuã e Rio Preto até atingir o Porto do Taboado, no rio Paraná, era a principal via de penetração, naquela época, absorvendo todo o movimento comercial da região. Por força desse determinismo geográfico, Cerradinho tornou-se tributário de Cordão Escuro, vindo a fazer parte do Distrito de Palmares, quando do seu estabelecimento, em 1907, no município de Monte Alto. Mas quando a ferrovia veio abrir novos rumos à civilização, a insignificante povoação de Cerradinho tomou novo alento, transferindo para si o eixo comercial de toda a região. Antes mesmo da chegada da Estrada de Ferro Araraquara em 1910, foi criado o Distrito de Paz, no município de São José do Rio Preto, com a denominação de Vila Adolfo, em homenagem a um político de Rio Preto, Coronel Adolfo.
Desde então, o progresso urbano do Distrito foi rápido, prendendo-se ao desenvolvimento econômico da fértil zona rural. Tanto que, em 1935, Catanduva incorpora o Distrito de Palmares. O cultivo do café, predominantemente adotado, a penetração ferroviária, de par com a assistência médico hospitalar e educacional com a qual a florescente vila ia sendo dotada, constituíram fatores decisivos para a evolução progressiva da área urbana e consequentemente do município.
O conhecido título "Cidade-Feitiço" é relacionado à hospitalidade dos moradores, que recebem com muito carinho e atenção todos os visitantes. O nome foi citado pela primeira vez em um jornal da cidade.

### Formação territorial-administrativa
Histórico da formação do município:
- Distrito de paz criado com a denominação de Vila Adolfo no município e comarca de Rio Preto pela Lei nº 1.188, de 16/12/1909.
- Distrito elevado à categoria de cidade com a denominação de Catanduva, pela Lei nº 1.564, de 14/11/1917.

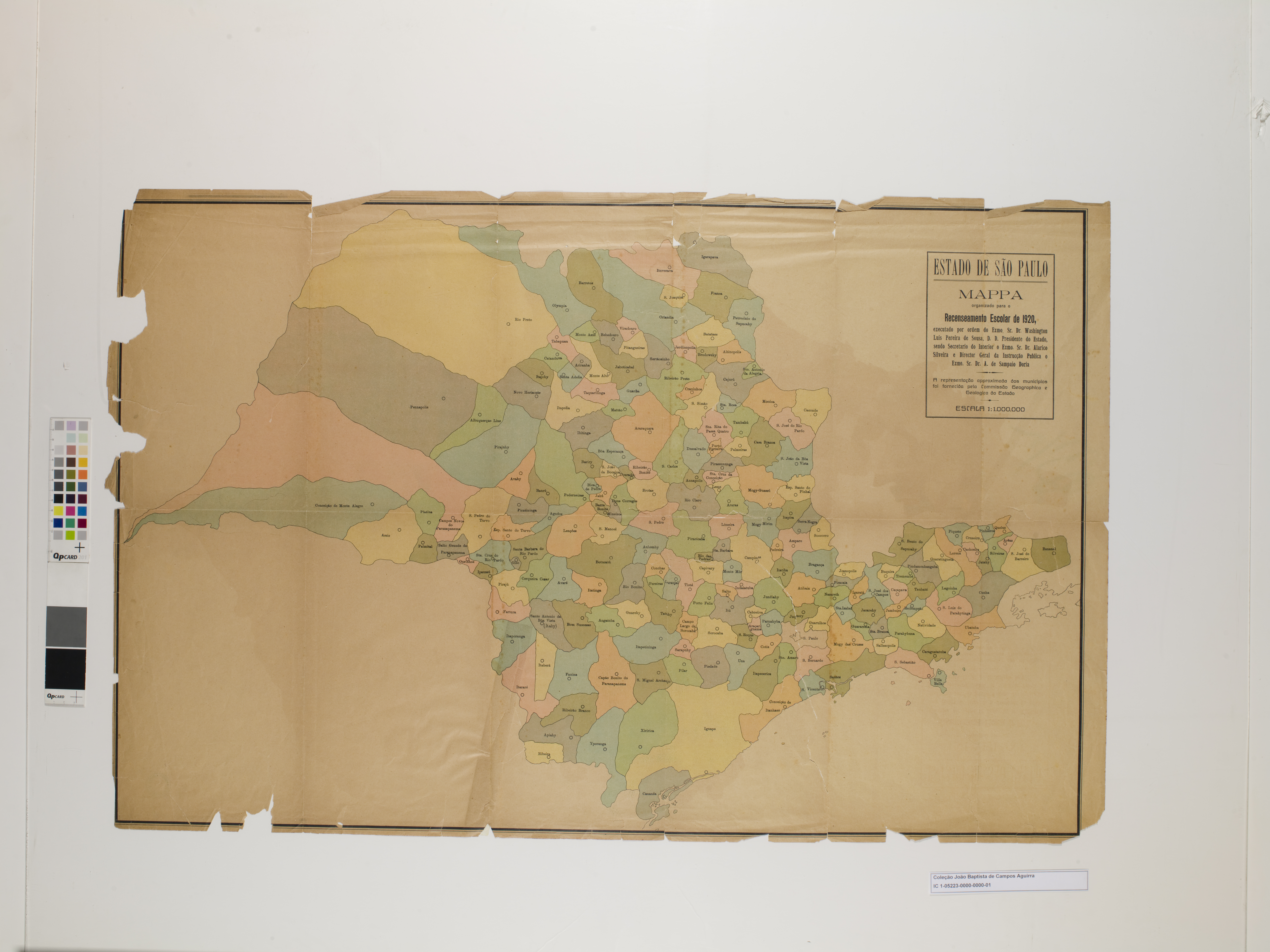
Estado de São Paulo (1920).

## Geografia
Localiza-se a uma latitude 21º08'16" sul e a uma longitude 48º58'22" oeste, estando a uma altitude média de 503 metros. Possui uma área de 290,596 km².

### Hidrografia

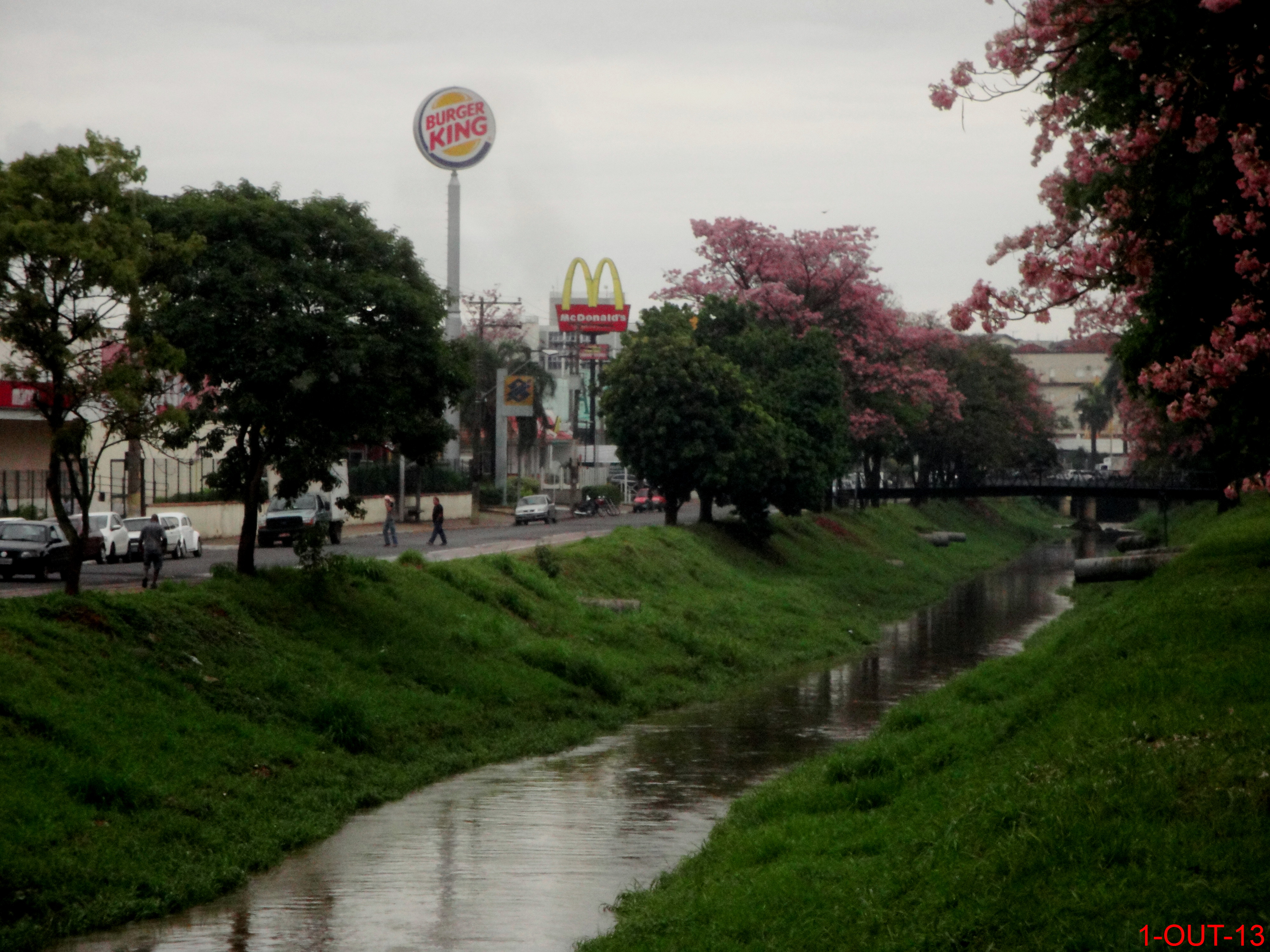
Rio São Domingos na área urbana de Catanduva.

- Rio São Domingos
- Ribeirão Minguta
- Córrego Barro Preto
- Córrego Fundo
- Córrego dos Coqueiros
- Córrego do Retirinho
- Córrego do Jacu
- Córrego do Cortume
- Córrego Boa Vista

### Qualidade do ar
A Companhia Ambiental do Estado de São Paulo (CETESB) colocou Catanduva na décima segunda posição entre os municípios do interior de São Paulo em índice de qualidade do ar. O município emite uma média de 112 moléculas de partículas inaláveis a cada minuto, índice considerado tolerável pela própria companhia.

### Clima
O clima da cidade é tropical semiúmido (Aw na classificação climática de Köppen-Geiger), com verões quentes e úmidos, e invernos secos e amenos. O índice pluviométrico anual é de 1 316 milímetros (mm), sendo inferior a 60 mm dos meses mais secos (junho a setembro). A insolação atmosférica ultrapassa 2 400 horas/ano.
| Maiores acumulados de precipitação em 24 horas registrados em Catanduva por meses (INMET) | Maiores acumulados de precipitação em 24 horas registrados em Catanduva por meses (INMET) | Maiores acumulados de precipitação em 24 horas registrados em Catanduva por meses (INMET) | Maiores acumulados de precipitação em 24 horas registrados em Catanduva por meses (INMET) | Maiores acumulados de precipitação em 24 horas registrados em Catanduva por meses (INMET) | Maiores acumulados de precipitação em 24 horas registrados em Catanduva por meses (INMET) |
| Mês                                                                                       | Acumulado                                                                                 | Data                                                                                      | Mês                                                                                       | Acumulado                                                                                 | Data                                                                                      |
| ----------------------------------------------------------------------------------------- | ----------------------------------------------------------------------------------------- | ----------------------------------------------------------------------------------------- | ----------------------------------------------------------------------------------------- | ----------------------------------------------------------------------------------------- | ----------------------------------------------------------------------------------------- |
| Janeiro                                                                                   | 100,6 mm                                                                                  | 08/01/1988                                                                                | Julho                                                                                     | 100 mm                                                                                    | 03/07/1997                                                                                |
| Fevereiro                                                                                 | 171,5 mm                                                                                  | 02/02/1983                                                                                | Agosto                                                                                    | 37 mm                                                                                     | 04/08/1976                                                                                |
| Março                                                                                     | 82,4 mm                                                                                   | 22/03/1982                                                                                | Setembro                                                                                  | 90,1 mm                                                                                   | 24/09/1977                                                                                |
| Abril                                                                                     | 93 mm                                                                                     | 09/04/1993                                                                                | Outubro                                                                                   | 108,3 mm                                                                                  | 31/10/1969                                                                                |
| Maio                                                                                      | 98,6 mm                                                                                   | 30/05/2013                                                                                | Novembro                                                                                  | 114,7 mm                                                                                  | 21/11/1996                                                                                |
| Junho                                                                                     | 58,6 mm                                                                                   | 07/06/1981                                                                                | Dezembro                                                                                  | 149,4 mm                                                                                  | 27/12/1979                                                                                |
| Período: 01/01/1961 a 19/02/1971, 01/01/1972 a 31/12/1983 e 01/01/1986-presente           |                                                                                           |                                                                                           |                                                                                           |                                                                                           |                                                                                           |

Segundo dados do Instituto Nacional de Meteorologia (INMET), referentes ao período de 1961 a 1983 e a partir de 1986, a menor temperatura registrada em Catanduva foi de 0,3 °C nos dias 22 de junho de 1963 e 18 de julho de 1975 e a maior atingiu 42,5 °C em 7 de outubro de 2020.
O maior acumulado de precipitação observado em 24 horas chegou a 171,5 mm em 2 de fevereiro de 1983. Outros grandes acumulados iguais ou superiores aos 100 mm foram: 149,4 mm em 27 de dezembro de 1979, 129,4 mm em 25 de dezembro de 1975, 122,5 mm em 12 de dezembro de 1989, 114,7 mm em 21 de novembro de 1996, 108,3 mm em 31 de outubro de 1969, 100,6 mm em 8 de janeiro de 1988 e 100 mm em 3 de julho de 1997. Em fevereiro de 1995 foi observado o maior volume total de precipitação em um mês, de 490 mm.
| Dados climatológicos para Catanduva | Dados climatológicos para Catanduva | Dados climatológicos para Catanduva | Dados climatológicos para Catanduva | Dados climatológicos para Catanduva | Dados climatológicos para Catanduva | Dados climatológicos para Catanduva | Dados climatológicos para Catanduva | Dados climatológicos para Catanduva | Dados climatológicos para Catanduva | Dados climatológicos para Catanduva | Dados climatológicos para Catanduva | Dados climatológicos para Catanduva | Dados climatológicos para Catanduva |
| Mês | Jan                                 | Fev                                 | Mar                                 | Abr                                 | Mai                                 | Jun                                 | Jul                                 | Ago                                 | Set                                 | Out                                 | Nov                                 | Dez                                 | Ano                                 |
| --- | ----------------------------------- | ----------------------------------- | ----------------------------------- | ----------------------------------- | ----------------------------------- | ----------------------------------- | ----------------------------------- | ----------------------------------- | ----------------------------------- | ----------------------------------- | ----------------------------------- | ----------------------------------- | ----------------------------------- |
| Temperatura máxima recorde (°C) | 38,6                                | 39,8                                | 36,8                                | 35,2                                | 35,1                                | 33,4                                | 35,1                                | 39,3                                | 41,2                                | 42,5                                | 39,3                                | 38,3                                | 42,5                                |
| Temperatura máxima média (°C) | 30,2                                | 30,6                                | 30,5                                | 30                                  | 27,2                                | 26,6                                | 27,2                                | 29,3                                | 30                                  | 31                                  | 30,9                                | 30,3                                | 29,5                                |
| Temperatura média compensada (°C) | 24,9                                | 24,9                                | 24,7                                | 23,7                                | 20,7                                | 19,8                                | 19,9                                | 21,8                                | 23                                  | 24,6                                | 24,9                                | 24,9                                | 23,2                                |
| Temperatura mínima média (°C) | 20,9                                | 20,7                                | 20,4                                | 18,8                                | 15,9                                | 14,8                                | 14,5                                | 15,9                                | 17,5                                | 19,2                                | 19,9                                | 20,6                                | 18,3                                |
| Temperatura mínima recorde (°C) | 15,3                                | 15,2                                | 12                                  | 7,8                                 | 2,6                                 | 0,3                                 | 0,3                                 | 0,4                                 | 5,6                                 | 10,3                                | 10,8                                | 13,7                                | 0,3                                 |
| Precipitação (mm) | 274,6                               | 209,9                               | 158,7                               | 61,7                                | 66,2                                | 25,4                                | 24,1                                | 25,4                                | 53                                  | 96,8                                | 111,8                               | 208,4                               | 1 316                               |
| Dias com precipitação (≥ 1 mm) | 15                                  | 13                                  | 11                                  | 5                                   | 5                                   | 2                                   | 2                                   | 2                                   | 5                                   | 8                                   | 9                                   | 15                                  | 92                                  |
| Umidade relativa compensada (%) | 77,3                                | 76,7                                | 75,8                                | 70,3                                | 70,5                                | 67,2                                | 61,9                                | 55,9                                | 60,5                                | 63,1                                | 67,2                                | 74,2                                | 68,4                                |
| Insolação (h) | 155,4                               | 174,5                               | 204,6                               | 218,8                               | 216,4                               | 218,2                               | 239,8                               | 249,5                               | 186,1                               | 190,4                               | 195,6                               | 173,2                               | 2 422,5                             |
| Fonte: Instituto Nacional de Meteorologia (INMET) (normal climatológica de 1981-2010; recordes de temperatura: 01/01/1961 a 19/02/1971, 01/01/1972 a 31/12/1983 e 01/01/1986-presente) |                                     |                                     |                                     |                                     |                                     |                                     |                                     |                                     |                                     |                                     |                                     |                                     |                                     |

## Demografia

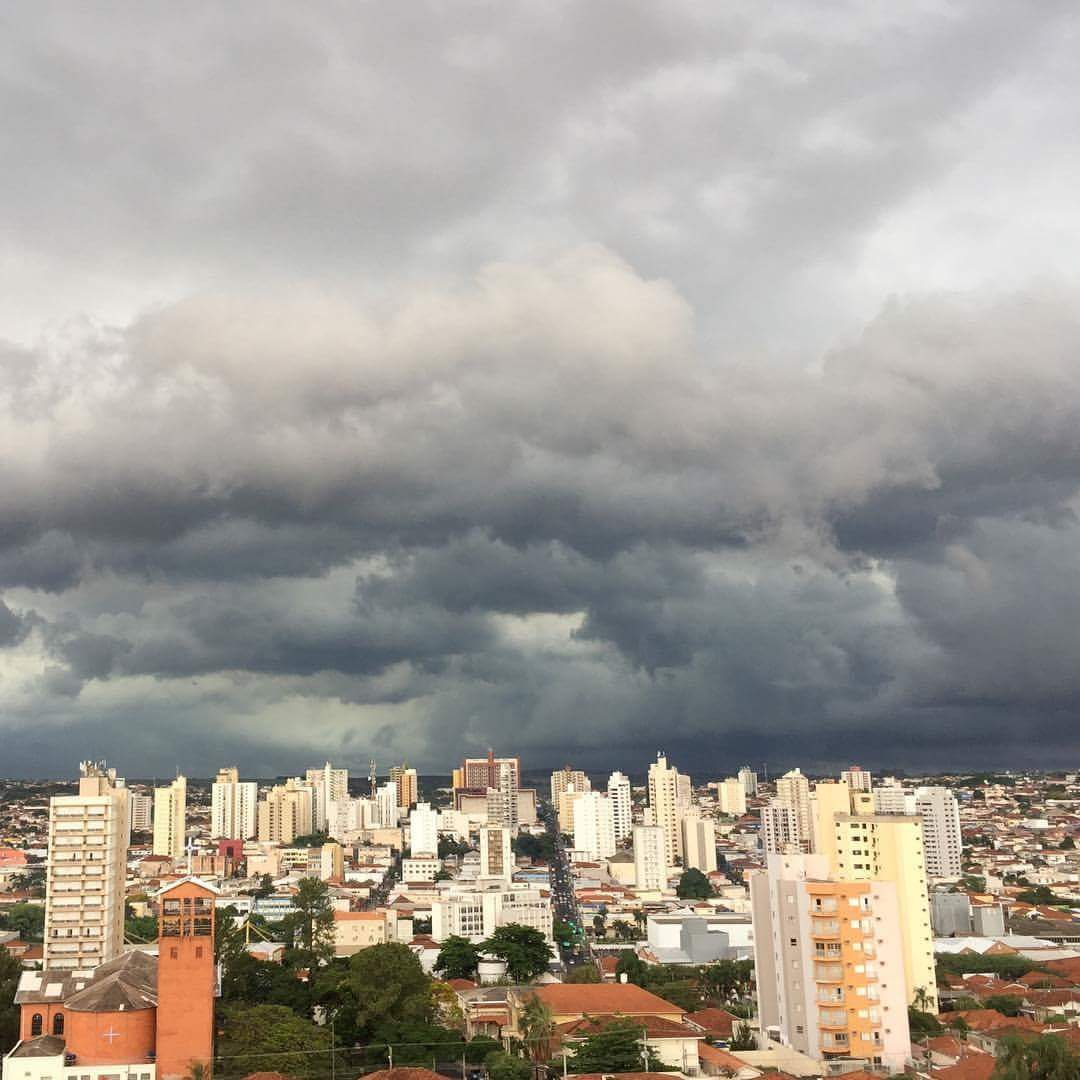
Chuva se aproximando da cidade.

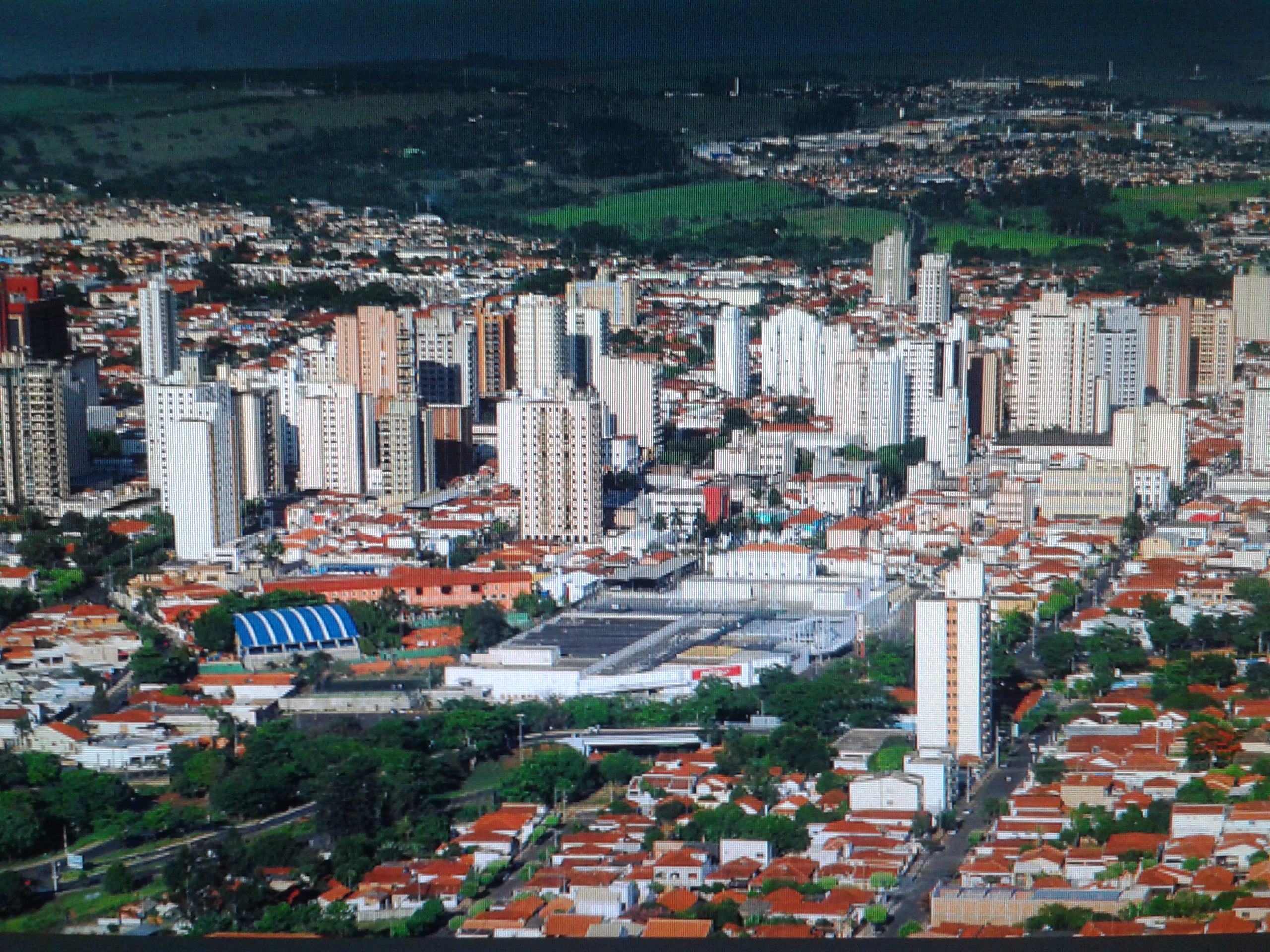
Edifícios de Catanduva.

### População
| Crescimento populacional                             | Crescimento populacional | Crescimento populacional | Crescimento populacional |
| Ano                                                  | População Total          |                          | %±                       |
| ---------------------------------------------------- | ------------------------ | ------------------------ | ------------------------ |
| 1920                                                 | 16 009                   |                          | —                        |
| 1925                                                 | 26 220                   |                          | 63,8%                    |
| 1929                                                 | 46 988                   |                          | 79,2%                    |
| 1934                                                 | 31 666                   |                          | −32,6%                   |
| 1937                                                 | 33 854                   |                          | 6,9%                     |
| 1940                                                 | 40 769                   |                          | 20,4%                    |
| 1946                                                 | 37 754                   |                          | −7,4%                    |
| 1950                                                 | 44 431                   |                          | 17,7%                    |
| 1958                                                 | 50 512                   |                          | 13,7%                    |
| 1960                                                 | 49 513                   |                          | −2,0%                    |
| 1970                                                 | 58 251                   |                          | 17,6%                    |
| 1980                                                 | 72 865                   |                          | 25,1%                    |
| 1991                                                 | 93 317                   |                          | 28,1%                    |
| 2000                                                 | 105 847                  |                          | 13,4%                    |
| 2010                                                 | 112 820                  |                          | 6,6%                     |
| 2022                                                 | 115 791                  |                          | 2,6%                     |
| Est. 2024                                            | 119 172                  | [ 20 ]                   | 2,9%                     |
| Fontes: Censos Demográficos IBGE e Estimativas SEADE |                          |                          |                          |

### Dados demográficos
De acordo com o Instituto Brasileiro de Geografia e Estatística, Catanduva possuía 112 820 habitantes em 2010, sendo, então, o 60º município mais populoso do estado de São Paulo. De acordo com o mesmo censo, a cidade contava com 111 914 habitantes na zona urbana e 906 na zona rural. Com 290,596 km² de área territorial, a cidade mostra uma densidade demográfica de 388,24 habitantes por km². A cidade possuía 37 296 domicílios particulares permanentes. Na Estimativa de 2011 do IBGE, Catanduva aparece com 113 355 habitantes.
Em 2010, a população catanduvense era composta por 54 776 homens e 58 044 mulheres. No mesmo ano, a população era formada por 86 287 brancos (76,4%), 21 456 pardos (19%), 4 396 negros (3,9%), 584 amarelos (0,5%) e 97 indígenas (0,1%).
O Índice de Desenvolvimento Humano Municipal (IDH-M) de Catanduva, medido em 2000 pelo Programa das Nações Unidas para o Desenvolvimento, é de 0,833.

## Política e administração
- Prefeito: Osvaldo de Oliveira Rosa  (2021/2024)
- Vice-prefeito:José Claudio Romagnolli
- Presidente da Câmara:  Marcos Aparecido Ferreira (PT) (Sessão Legislativa 2023/2024) [28]

### Cidades-irmãs
- Celorico de Basto (Celorico de Basto, Portugal)[29]

## Economia

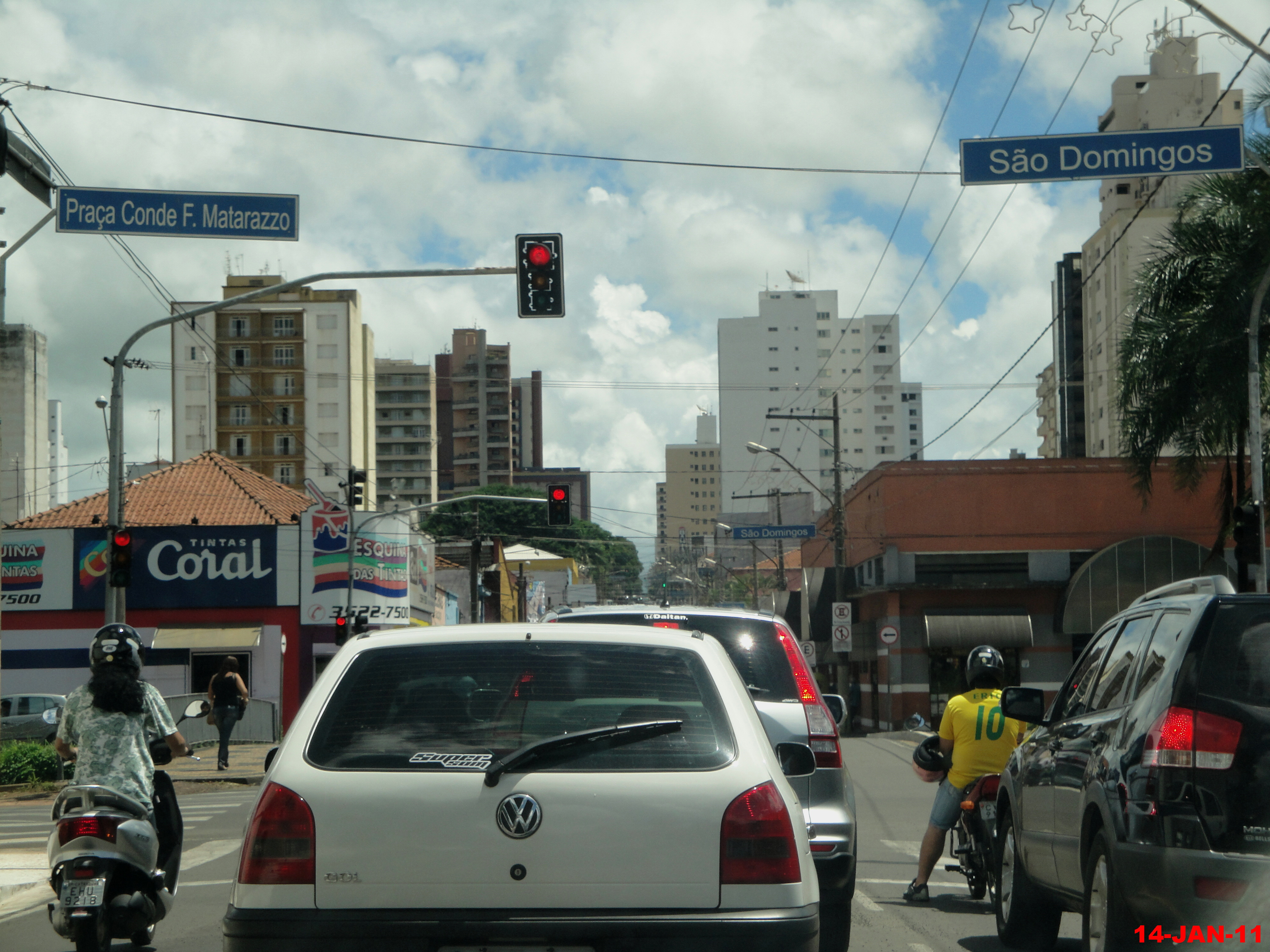
Centro de Catanduva

Catanduva ocupou o décimo quarto lugar do país no ranking feito pelo Ministério do Trabalho no mês de junho de 2010 com vagas de emprego. A geração de 922 vagas de emprego fez com que a cidade ficasse com a 2ª colocação na região noroeste do estado, perdendo apenas para Penápolis, e ficando acima de cidades como São José do Rio Preto, Araçatuba e Presidente Prudente.
Catanduva possui quatro distritos industriais e neles funcionam mais de 340 indústrias de diferentes ramos como metalúrgico, construção, mecânica, tipográfico, calçadista, moveleiro, usinagem e outros.
Na cidade, estão instaladas empresas como a "Matilat Laticínios", Salamanca, "Vitalex Industria de Aparelhos Eletrodomésticos", "Gráfica São Domingos", "Mustang Pluron", "Cofevar Industria de Ferro e Aço", "Brumau Comércio de Óleos Vegetais", "Casa Doce", "Citrosuco", "Sucotrop",  que tem como principal produto a linha Fatto Bene, entre outras empresas.
Em 2010, Catanduva ocupou a 33ª posição estadual no Índice Firjan de Gestão Fiscal (IFGV), sistema criado para avaliar a qualidade de gestão fiscal dos municípios brasileiros.

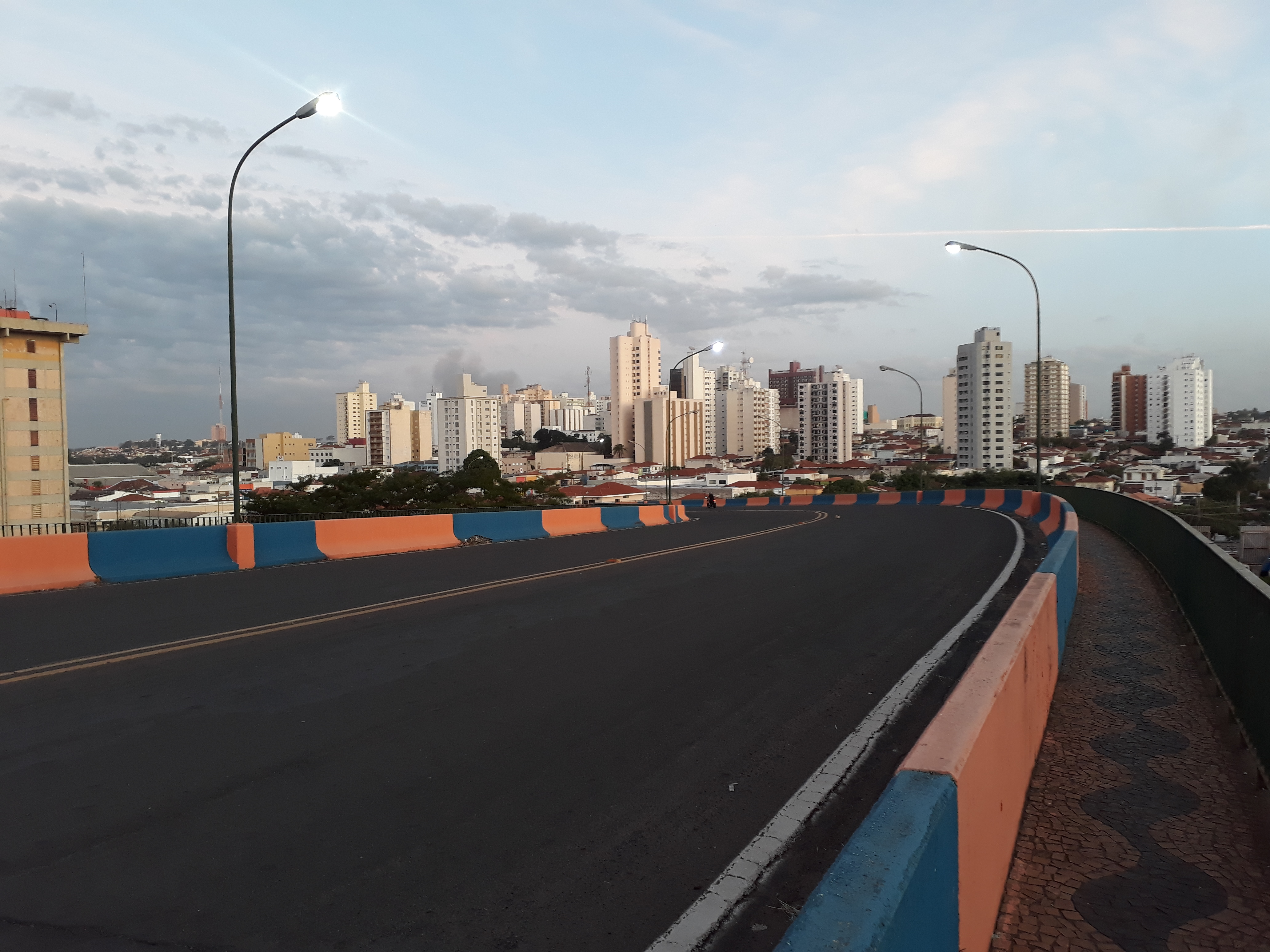
Centro de Catanduva visto do pontilhão da Cocam

Um monitoramento feito pelo Governo do Estado de São Paulo, comprovou que Catanduva está entre os oito municípios com o menor tempo de resposta a solicitações de abertura de empresas através do Sistema Integrado de Licenciamento.
Catanduva fechou dezembro de 2011 com a 7ª melhor balança comercial entre todas as cidades do Estado de São Paulo, apresentando saldo de 675 700 000 reais, um aumento de 33,7 por cento em relação a 2010. A cidade é a 18ª maior exportadora do estado. No ano, foram exportados 685 100 000 reais e importados 9 400 000 reais.
O Instituto Brasileiro de Planejamento Tributário colocou Catanduva entre os maiores municípios do estado na geração e abertura de empresas em 2012, sendo 381 negócios abertos apenas no primeiro trimestre. A movimentação representa 0,24 por cento do total do estado, que, no geral, acumulou a abertura de 159 106 empresas.
O Banco Interamericano de Desenvolvimento indicou recentemente Catanduva como referência em gestão de Procidades, pois o município gerenciou o mecanismo de crédito que financia programas de desenvolvimento no país.
A Federação das Indústrias do Estado de São Paulo e o Centro das Indústrias do Estado de São Paulo premiaram Catanduva com o Prêmio "Municípios que Fazem Render Mais", em 2012.
Pesquisa realizada no mês de julho pelo Instituto Brasileiro de Geografia e Estatística colocou Catanduva acima de cidades como Araraquara, Votuporanga, Barretos e São José do Rio Preto em consideração a vários critérios relacionados à infraestrutura urbana. Catanduva se destacou em vários índices, situando-se entre as melhores do Brasil.
Recentemente foi divulgado na mídia que a cidade será a primeira do Brasil a desburocratizar a abertura de empresas. Dessa forma, a abertura de empresas – que antes demorava até 160 dias, levará apenas um dia.

### Indústrias de ventiladores
Grande destaque da indústria catanduvense é a produção e o comércio de ventiladores, o que tornou Catanduva conhecida como a "Capital nacional dos ventiladores". As fábricas da cidade eram em 2008, responsáveis por cerca de 90 por cento da produção nacional de ventiladores e empregavam na época 60 por cento da mão de obra ocupada da indústria no município. Em quatro grandes empresas - Loren Sid, ARGE, Venti Delta e Ventiladores Tron -, trabalhavam naquele ano mais de 2 800 metalúrgicos. Em 2006 a cidade colocou no mercado 2 500 000 ventiladores de parede e de teto.

### Café

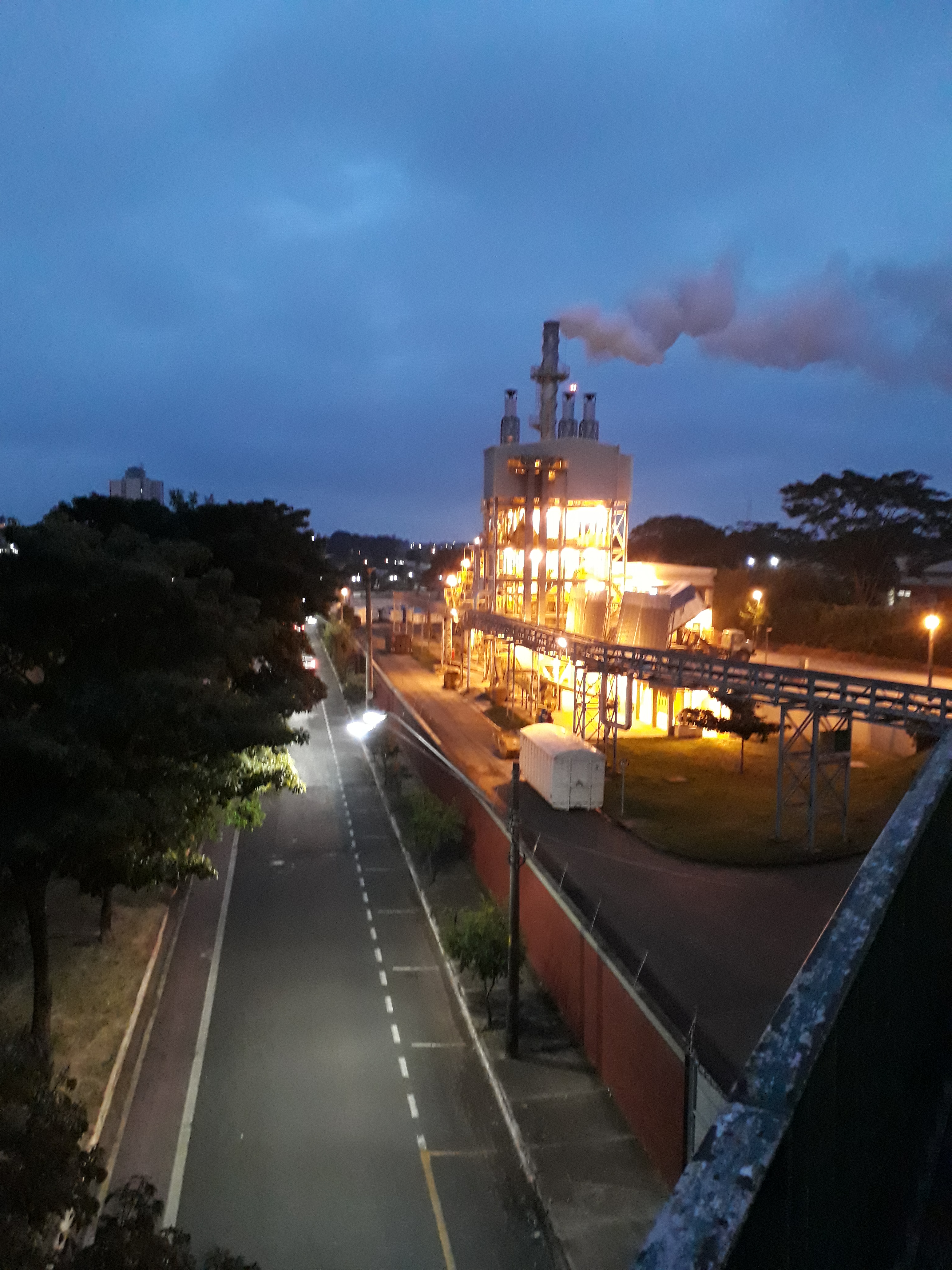
Fábrica da Cocam vista à noite.

A Cocam é a única fábrica a descafeinar café verde no Brasil, obtendo, como subproduto, a Cafeína Anidra purificada. Iniciou suas atividades em 1970. Foi a primeira fábrica de café solúvel no Brasil a produzir o freeze dried.

### Cana-de-açúcar
Catanduva encontra-se situada, estrategicamente, na quarta maior região sucroalcooleira do Estado, produzindo cerca de 22 000 000 de toneladas de cana, 35 000 000 de sacas de 50 kg de açúcar e 903 000 000 de litros de álcool anidro e hidratado. Em 2009, o município exportou mais de 350 000 000 de dólares estadunidenses.
A região é um dos polos canavieiros paulistas mais importantes. Na cidade de Catanduva, está instalada a Biocana - Associação de Produtores de Açúcar, Álcool e Energia - uma sociedade civil sem fins lucrativos, que representa 14 empresas produtoras de cana-de-açúcar e derivados. A Biocana abrange todo o centro-sul do país.
Pertencem ao município a Usina São Domingos e a Cofco Agri, que são grandes empregadores do município.
A produção de cítricos também é relevante, com a cidade abrigando uma unidade da Citrosuco, pertencente ao Grupo Fischer.

### Calçadão

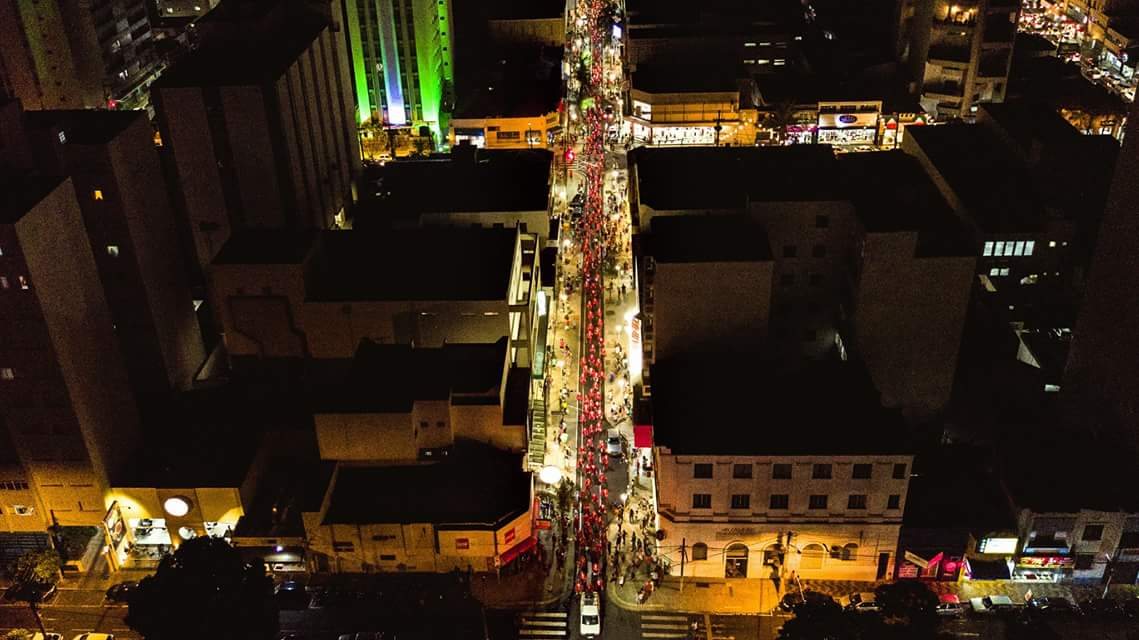
Ação da Prefeitura Municipal com voluntários vestidos de papais-noéis descendo o Calçadão de Catanduva durante a época de fim de ano

O Calçadão de Catanduva está situado na rua Brasil, no centro, se estendendo desde o cruzamento da Praça Monsenhor Albino até a rua Paraíba, tendo aproximadamente 600 metros de comprimento. A passagem, porém, não é exclusiva de pedestres como em outras localidades, já que há tráfego de veículos, neste espaço a calçada de ambos os lados da via tem dimensões maiores fazendo com que a via de veículos tenha apenas uma faixa no eixo central do calçadão. Além disso, há diversos bolsões na extensão da rua onde é possível o estacionamento de veículos, porém com limite de permanência.
O local concentra uma grande quantidade de comércio como lojas de calçado, vestuário, departamentos e lanchonetes, além de agências bancárias e farmácias. Devido ao grande movimento de pessoas, durante o período de fim de ano, o comércio do Calçadão de Catanduva e suas imediações tem seu horário de funcionamento estendido, ficando aberto até as 22 horas.

### Garden Shopping Catanduva

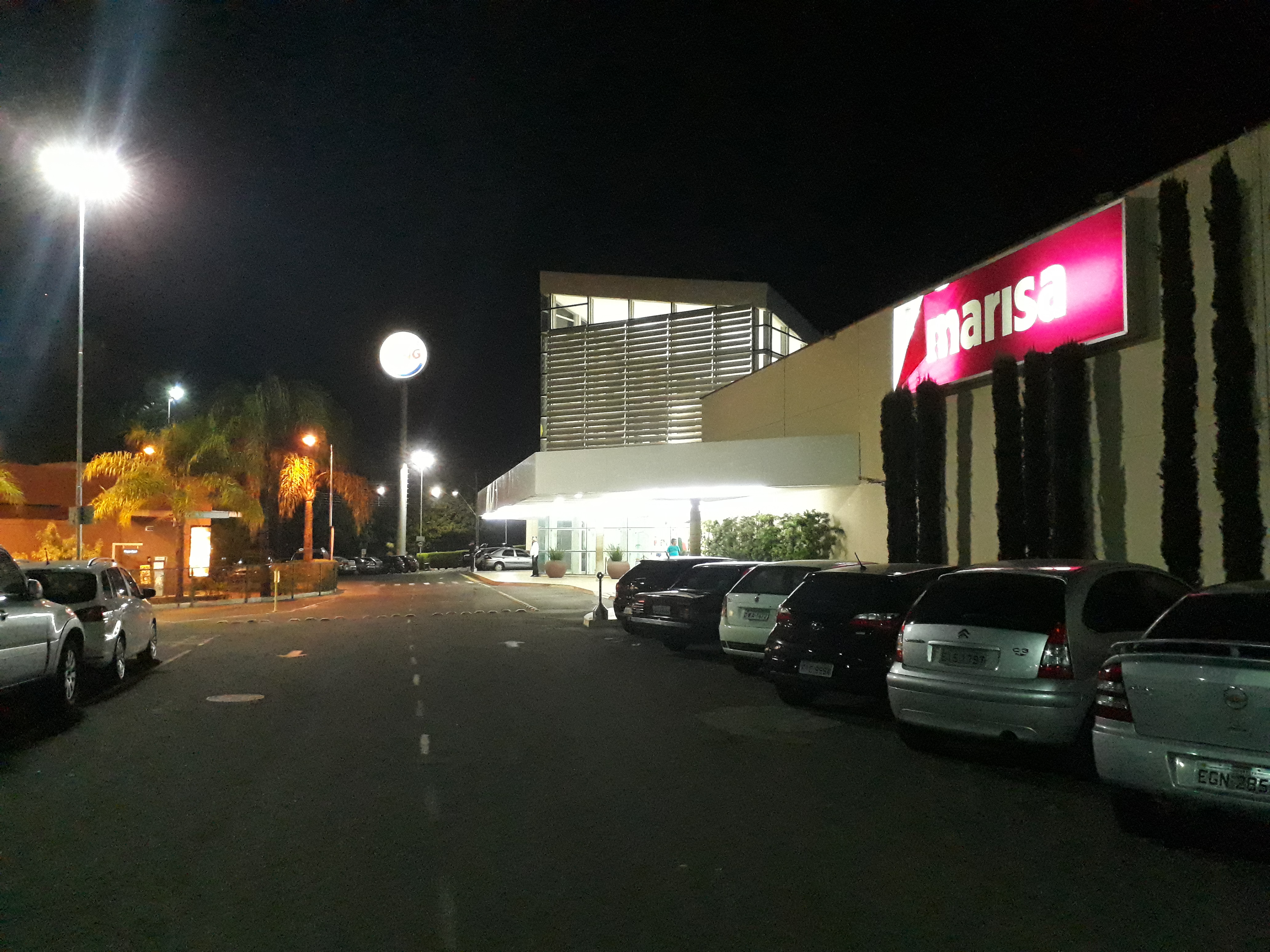
Garden Shopping Catanduva à Noite

O Garden Shopping Catanduva se localiza na Avenida Engenheiro José Nelson Machado, uma das principais da cidade, e foi construído pela Paez de Lima Construções, em processo de expansão no município de Catanduva. O shopping possui mais de 360 vagas de estacionamento, quatro lojas-âncora, três megalojas , três salas de cinemas, noventa lojas , 650 metros de vitrine e 11 mil metros quadrados de área de lojas.
O projeto arquitetônico do Garden Catanduva Shopping foi desenvolvido por Dominguez Felix Arquitetos Associados.

### Grupo Maranhão
A cidade foi sede de um dos maiores atacadistas do Brasil, o Grupo Maranhão, que foi eleito o melhor atacado distribuidor do ano no estado de São Paulo pela pesquisa Nielsen/Associação Brasileira de Atacadistas e Distribuidores de Produtos Industrializados. O grupo declarou falência dia 6 de Março de 2018.

## Infraestrutura
Dados divulgados pelo Instituto Brasileiro de Geografia e Estatística, obtidos através do Censo Demográfico de 2010, colocam Catanduva entre os melhores municípios do Brasil com relação à infraestrutura urbana.

### Saúde

#### Hospital Emílio Carlos
Foi construído para ser Hospital Sanatório, mas foi desativado no início da década de 80. O hospital passou a ser administrado pela Fundação Padre Albino em 1983, com atendimento de Ambulatório.
Com 32 mil metros quadrados de área construída e 12 alqueires de área total, o "Emílio Carlos", com todos os seus leitos dedicados ao Sistema Único de Saúde, é Hospital Escola de Catanduva (UNIFIPA - Centro Universitário Padre Albino), que também são mantidas pela Fundação Padre Albino, atendendo as áreas de Clínica Médica, Clínica Cirúrgica, Clínica Pediátrica, Psiquiatria, Moléstias Infectocontagiosas e seu Ambulatório de Ensino reúne 37 especialidades médicas.

#### Unimed Hospital São Domingos

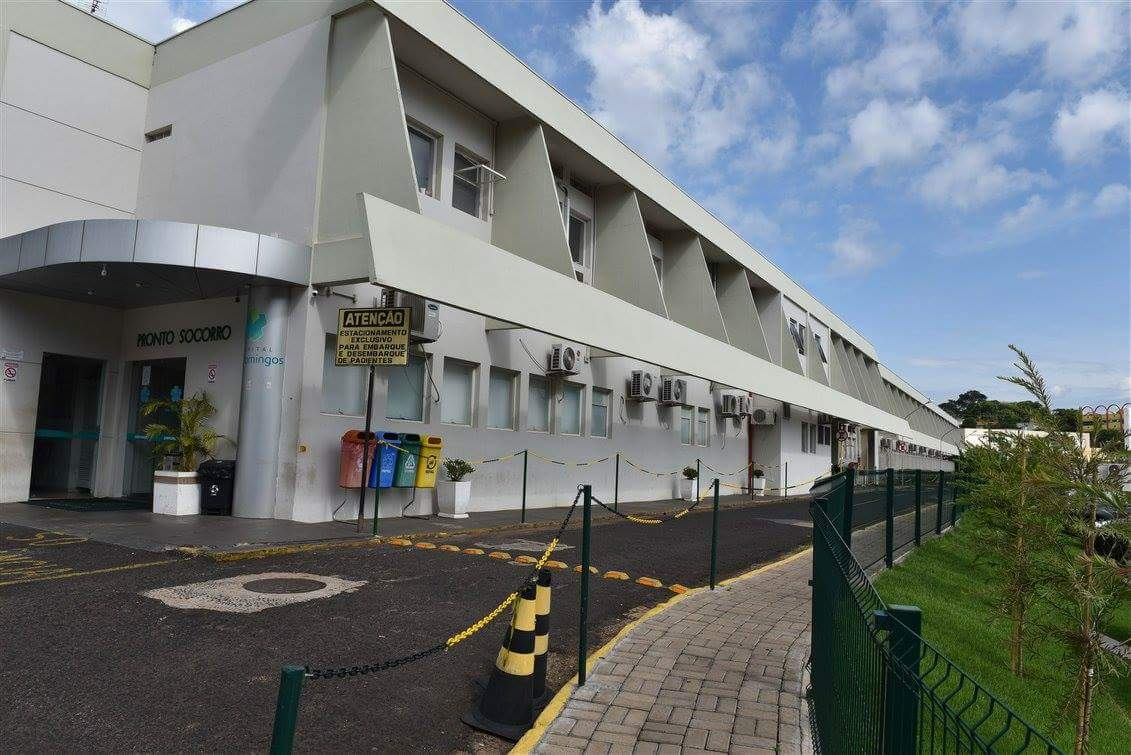
Hospital Unimed São Domingos

As obras de sua construção começaram em 1958, ocupando 7.200 m 2 . O Unimed Hospital São Domingos (UHSD) foi construído em um arrojado projeto arquitetado pelo Dr. Jarbas Karman. O UHSD iniciou suas atividades em 31 de janeiro de 1960, quando foi inaugurado com missa e bênção oficiadas por Dom Alexandre. A primeira Diretora do Hospital foi Irmã Angelina Rezende. No ano de 1998, iniciou-se a construção do prédio novo que abriga as modernas instalações do Centro de Terapia Intensiva Adulto, Centro de Terapia Intensiva Neonatal e Pediátrico, Centro Administrativo e Anfiteatro Monsenhor Juvenal Arduini.

#### Hospital Padre Albino

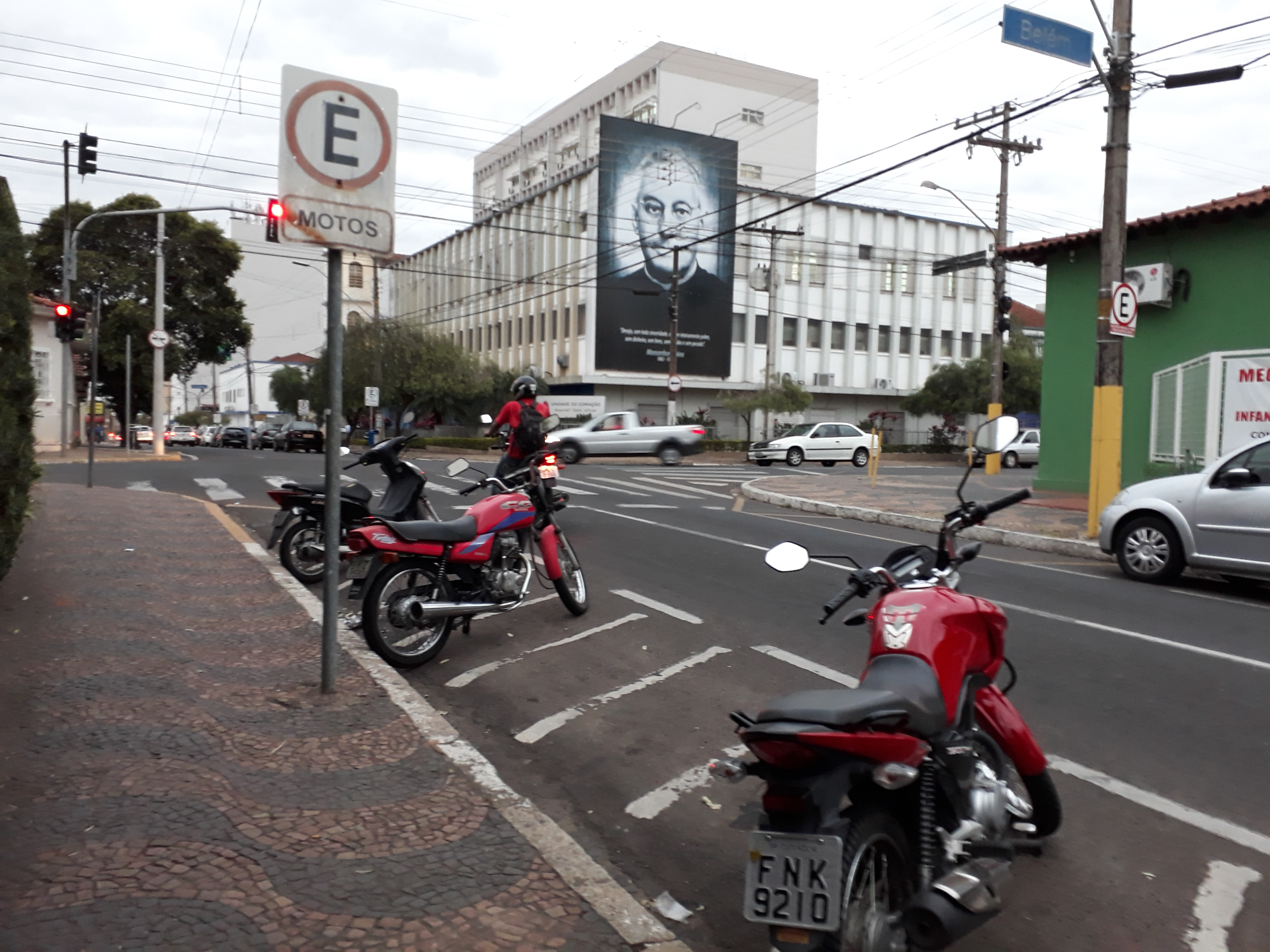
Hospital Padre Albino Catanduva

É uma instituição filantrópica sem fins lucrativos que começou a atender pacientes em 11 de Outubro de 1926. Com 209 leitos o Hospital Padre Albino atende em média 892 internações mensais e realiza aproximadamente 559 cirurgias. Sua Unidade de Urgência e Emergência recebe pacientes de Catanduva, região e outros Estados, com média de 6.641 atendimentos mensais de diversas especialidades. Em 2010 foi considerado o 33º melhor hospital do estado de São Paulo.

#### Hospital Mahatma Gandhi
Localizado na Vila Sotto, o Hospital Psiquiátrico Espírita Mahatma Gandhi foi inaugurado no ano de 1968, quando recebeu pacientes oriundos de Franco da Rocha, na Grande São Paulo, e da própria Capital. Conta, atualmente, com aproximadamente 140 leitos e uma equipe com cerca de 40 enfermeiros. Oferece atendimento especializado a pacientes com distúrbios mentais e dependentes químicos. O Mahatma Gandhi possui uma ala destinada a pacientes-moradores, provenientes de outros hospitais psiquiátricos do Estado e cujas famílias não puderam mais ser localizadas. Além de abrigo, alimentação e atendimento médico, a instituição oferece a essas pessoas todos os cuidados necessários, incluindo atividades de lazer e o afeto dos profissionais que ali trabalham.

#### Saúde básica
Catanduva conta também com um Posto Central de Saúde, Unidades Básicas de Saúde espalhadas pelos bairros da cidade e o Ambulatório Médico de Especialidades (AME).

#### Unidade de Pronto Atendimento - UPA Dr. Attílio Cardarelli Cypriano
Inaugurada oficialmente em 21 de dezembro de 2014 recebeu a designação em homenagem ao médico pioneiro conhecido por sua contribuição nas áreas de cirurgia geral, ginecologia e obstetrícia em Catanduva.
Localizada na Av. Theodoro Rosa Filho, 1500, no Solo Sagrado opera 24 horas por dia, conta com equipes de médicos clínicos, assistentes sociais, enfermeiros, técnicos de enfermagem, técnicos de raio-x e profissionais administrativos. Destaca-se ainda a disponibilidade de atendimento odontológico integral. Atualmente é gerida pela Associação Mahatma Gandhi.
No ano de 2023 foi anunciado pela Prefeitura Municipal o início da construção de uma nova UPA, no bairro Gabriel Hernandez, que irá suprir as demandas daquela região.

#### Consórcio Público Intermunicipal de Saúde da Região de Catanduva(CONSIRC)

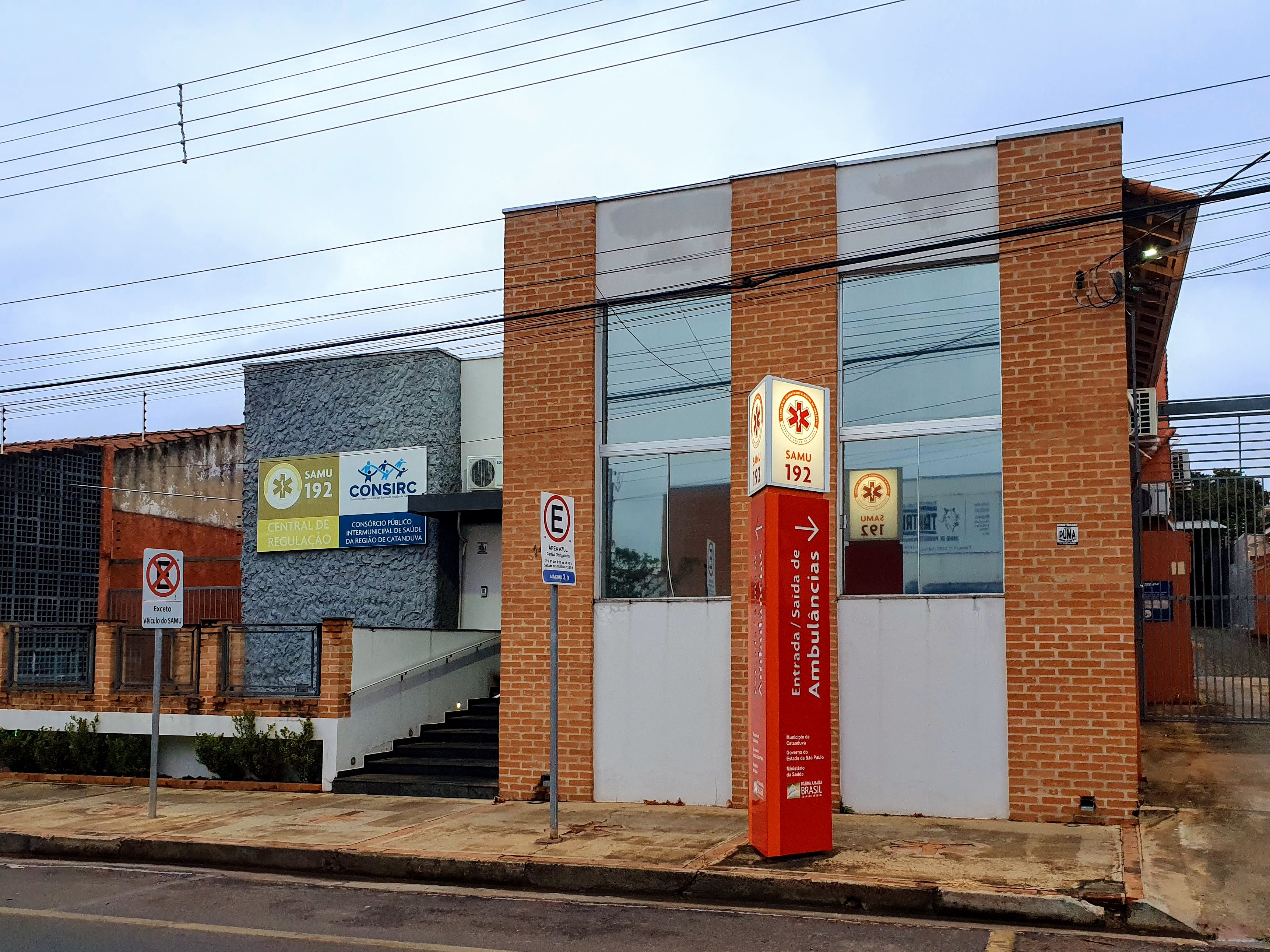
Sede do Consirc

Associação pública formada pelas cidades Catanduva, Ariranha, Elisiário, Embaúba, Fernando Prestes, Irapuã, Itajobi, Marapoama, Novais, Novo Horizonte, Palmares Paulista, Paraíso, Pindorama, Pirangi, Sales, Santa Adélia, Catiguá, Tabapuã, Urupês, Monte Aprazível, Nipoã e Cândido Rodrigues,  tem como objetivo a organização, implantação e desenvolvimento de ações no sistema microrregional de saúde, dentro da área de jurisdição dos municípios consorciados. Uma de suas atribuições destacadas é a manutenção do componente assistencial móvel da Rede de Atenção às Urgências – SAMU-192.
A sede do Consórcio Público Intermunicipal de Saúde da Região de Catanduva fica localizada na cidade de Catanduva, na Rua Maranhão 1426, Centro. Exerce funções essenciais para a efetiva coordenação e operação das atividades consorciadas. Além disso a sede do Consirc abriga a Central de Regulação Médica e e ambulância da Unidade de Suporte Avançado (USA) com sua equipe.
Já a base descentralizada do SAMU de Catanduva (que abriga as ambulâncias de suporte básico e suas equipes) fica localizada na rua Paraíba nº2, no centro

### Educação
- Centro Universitário Anhanguera (Anhanguera Educacional)
- Centro Universitário  Padre Albino - (UNIFIPA)
- Faculdade de Tecnologia de Catanduva - (FATEC)
- Universidade Paulista Polo Catanduva - (UNIP)
- Centro Universitário Planalto do Distrito Federal Polo Catanduva - (UNIPLAN)
- Instituto Federal de Educação, Ciência e Tecnologia de São Paulo - (IFSP)
- Instituto Municipal de Ensino Superior de Catanduva - (IMES-CATANDUVA)
- Escola Civil de Aviação - Aeroclube de Catanduva
- Universidade Virtual do Estado de São Paulo

#### Sistema "S"
Catanduva possui quatro unidades do "Sistema S", que aglomeram aprendizado e administração do setor comercial e industrial.
- Serviço Nacional de Aprendizagem Comercial de Catanduva
- Serviço Social da Indústria de Catanduva
- Serviço Brasileiro de Apoio às Micro e Pequenas Empresas
- Serviço Social do Comércio

### Transportes

#### Rodoviário

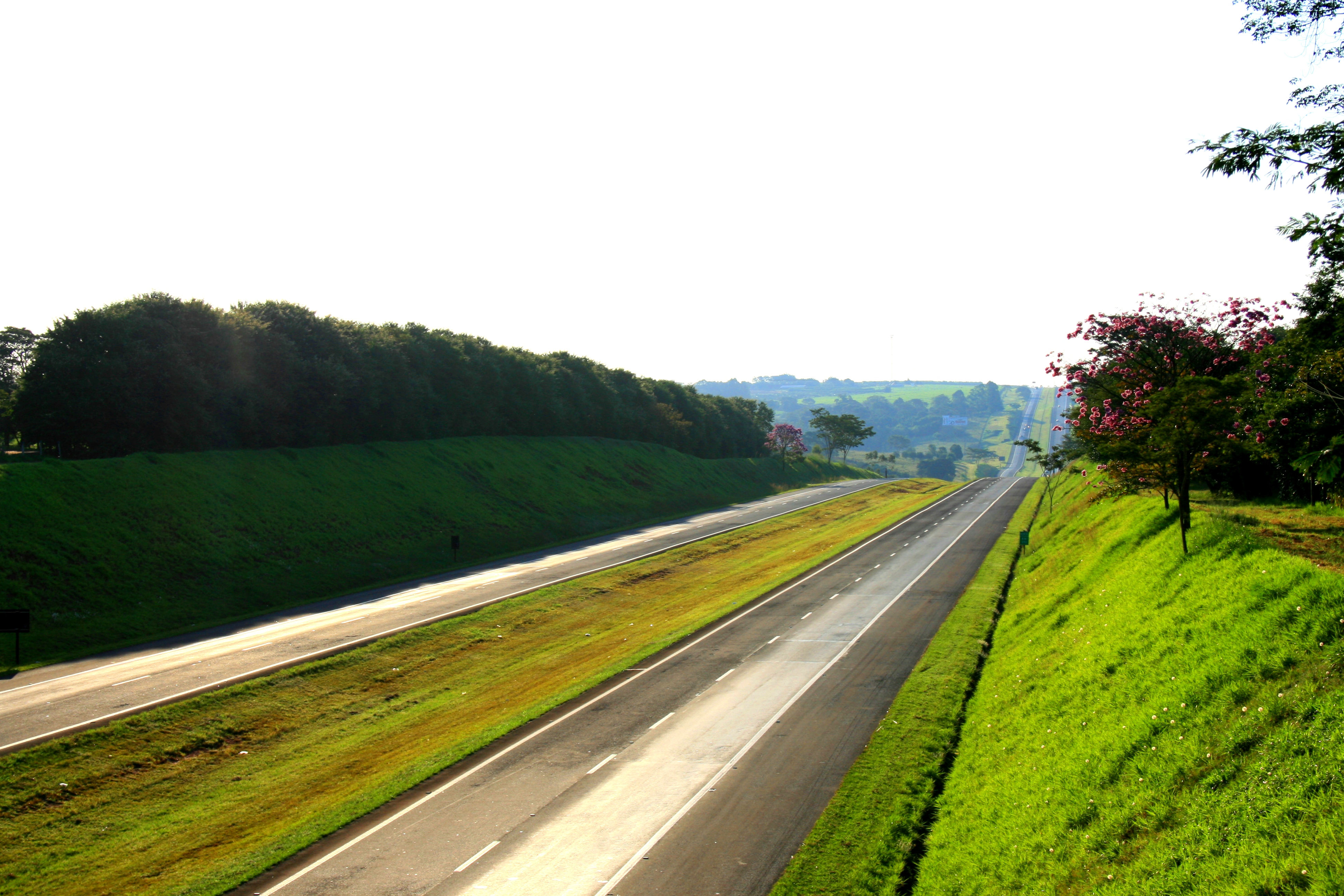
SP 310 Visão próximo de Pindorama, km 372 sentido noroeste

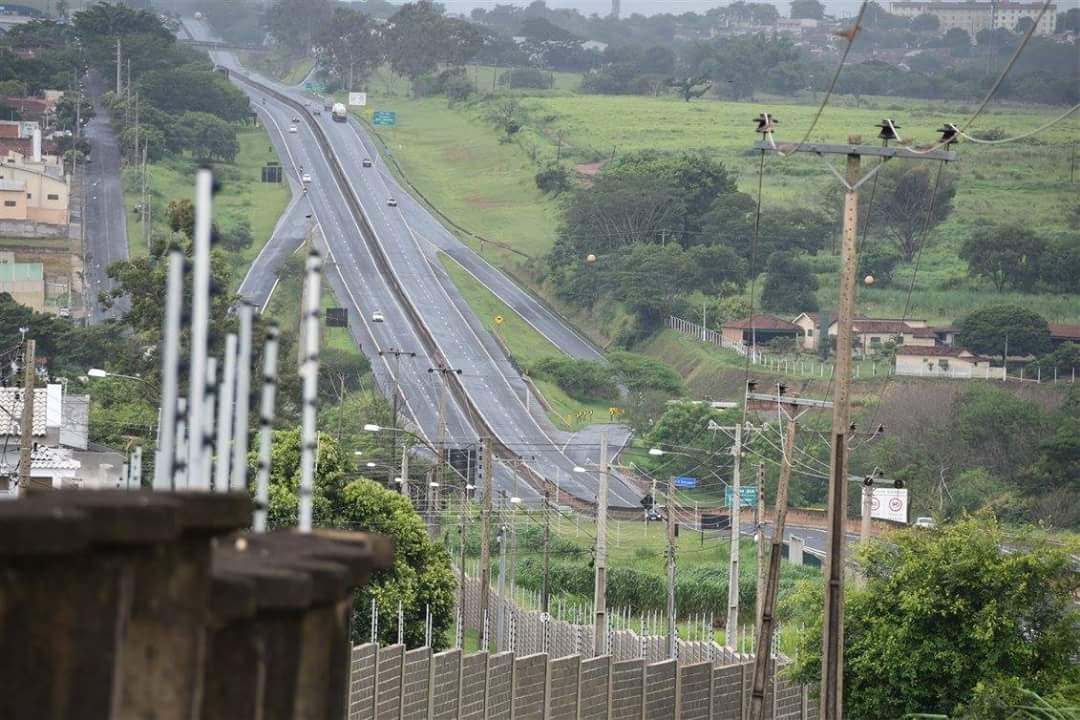
Rodovia Comendador Pedro Monteleone em Catanduva

- SP-310: É considerada uma das mais bem conservadas rodovias do país, classificando-se na primeira posição no ranking "Pesquisa CNT de Rodovias" da Confederação Nacional do Transporte em 2002, 2003 e 2007.[48][49] Em 2011, a rodovia foi considerada a 7ª melhor do país na mesma pesquisa.[50]

Seu traçado é na direção noroeste do estado, partindo das rodovias Anhanguera no km 153 e Bandeirantes no km 168, no município de Cordeirópolis e terminando em Mirassol, no entroncamento com a SP-320, a Rodovia Euclides da Cunha. Essa rodovia faz a ligação de São Paulo aos municípios de Rio Claro, São Carlos, Araraquara, Catanduva, São José do Rio Preto, dentre outros. Seu nome é em homenagem a Washington Luís Pereira de Sousa (1869-1957), presidente do Brasil pelo Partido Republicano Paulista e famoso pela frase "governar é abrir estradas".
Atualmente, a Rodovia Washington Luís é administrada sob concessão das empresas privadas Centrovias e Triângulo do Sol, apresentando vários pedágios ao longo de seu trecho. Possui pista dupla na sua totalidade (pista tripla em subidas longas).
- SP-321 Rodovia Cesário José de Castilho: Liga Catanduva à cidade de Bauru e faz conexão com a Rodovia Marechal Rondon. Atualmente é administrada sob jurisdição do DER-SP. Possui pista simples em quase toda sua extensão.
- SP-351 Rodovia Comendador Pedro Monteleone: Liga Catanduva à Santo Antônio da Alegria e ao Interior de Minas, sendo Considerada a 18° melhor rodovia do país na "Pesquisa CNT de Rodovias" da Confederação Nacional do Transporte de 2018 no trecho entre Bebedouro e Catanduva.[51]
- Rodovia Vicente Sanches - até a Usina São Domingos e a cidade de Catiguá.
- Rodovia Comendador Chafic Saab - até a SP 379, Rodovia Roberto Mário Perosa.
- Rodovia Alfredo Jorge Abdo - até a cidade de Pindorama, e tem continuação até a cidade de Itajobi.
- Rodovia José Fernandes - liga Catanduva até a NG Bioenergia e à cidade de Catiguá.
- Estrada da Barroca - liga Catanduva a divisa com Elisiário na Estrada Vicinal Comendador Chafic Saab
- Estrada Municipal Catanduva a Palmares Paulista - liga a Avenida Palmares em Catanduva a Rua Francisco Ruete em Palmares Paulista

Transporte coletivo municipal

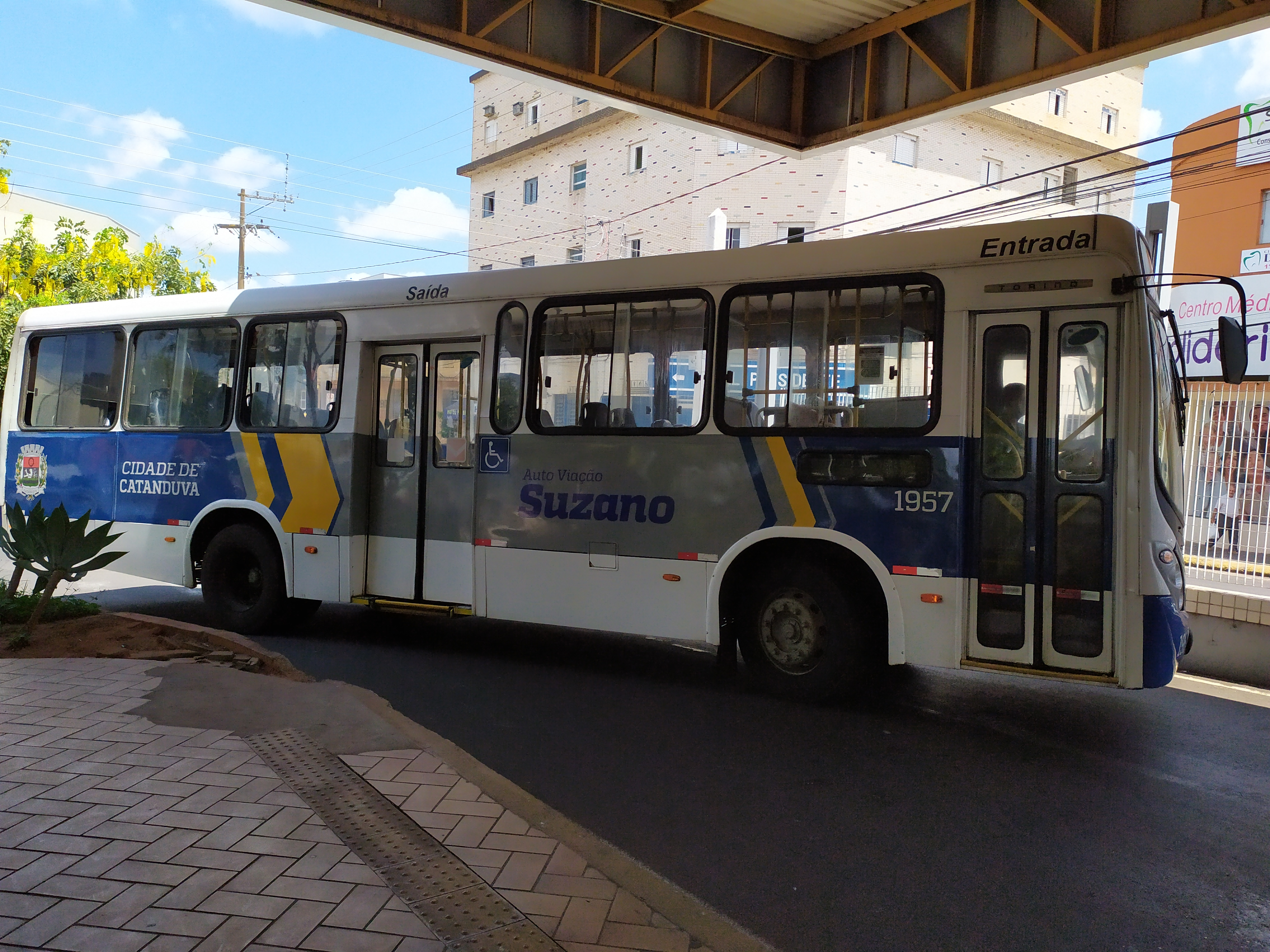
Ônibus Torino Prefixo 1957 da Auto Viação Suzano utilizado no transporte coletivo de passageiros em Catanduva

Catanduva conta com o Terminal Urbano Dr. Gerson José de Camargo Gabas, que é exclusivo para o transporte coletivo municipal e está localizado no Parque das Américas, na região central da cidade. Todas as linhas urbanas têm seu ponto inicial e final no terminal, e o usuário do serviço pode deslocar-se a qualquer ponto da cidade pagando uma única passagem dentro do período de uma hora por meio do Cartão Integração (usuários que não possuem o cartão devem pagar a passagem para cada ônibus utilizado). O transporte coletivo municipal atualmente é operado pela Auto Viação Suzano, que assumiu emergencialmente em 1 de agosto de 2019 e, após vencer a licitação realizada no mesmo mês, assume em definitivo o serviço pelo prazo de 10 anos renováveis por igual período.
Transporte coletivo intermunicipal

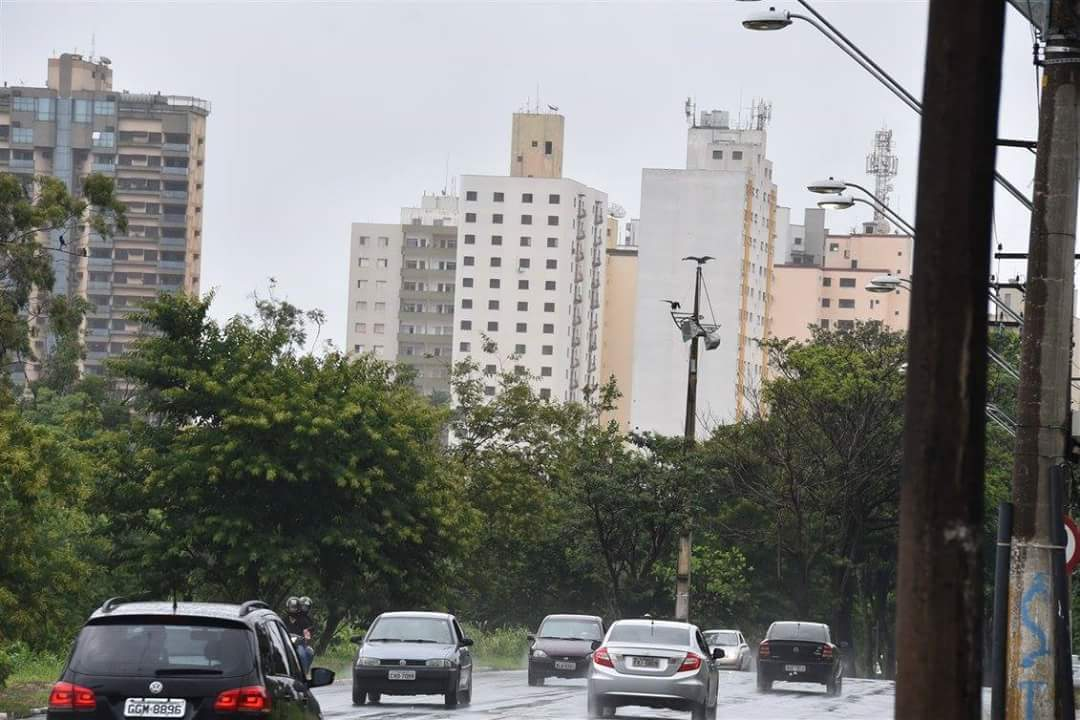
Avenida Teodoro Rosa Filho em Catanduva

O município de Catanduva também é servido por várias empresas de transporte intermunicipal (suburbano e rodoviário) e duas empresas de transporte interestadual. Entre as empresas intermunicipais destacam-se Viação Luwasa (esta foi adquirida pela empresa Princesa do Norte em 2011, e está sendo gradualmente incorporada à mesma), Expresso Itamarati, Viação Cometa e Empresa Cruz. No segmento interestadual, as empresas operantes são a Viação Garcia, ligando Catanduva ao estado do Paraná, e a Viação Santa Cruz, que liga a cidade ao estado de Minas Gerais. Desde meados de 2009, ônibus intermunicipais e interestaduais têm circulação restrita dentro do perímetro urbano da cidade, o que gerou inúmeras reclamações dos usuários. Os veículos suburbanos são proibidos de circular no quadrilátero central da cidade, enquanto os ônibus rodoviários, de maior porte, têm acesso apenas à avenida que liga a Rodovia SP-351 à Estação Rodoviária. A mesma localiza-se em uma região afastada do Centro, rodeada por bares e locais ermos, além de ser uma região que apresenta estatísticas altas de criminalidade, o que facilita a ação de pedintes e usuários de drogas, principalmente no período noturno.
Frota
Frota de 102.022 veículos, em março de 2016.
| Tipo de veículo  | Números (Março/16) |
| ---------------- | ------------------ |
| Carros           | 52 465             |
| Caminhões        | 2 970              |
| Caminhões Trator | 950                |
| Caminhonetes     | 6 938              |
| Camionetas       | 2 878              |
| Motocicletas     | 25 820             |
| Motonetas        | 4 353              |
| Ônibus           | 489                |
| Micro-ônibus     | 266                |
| Utilitários      | 411                |

#### Aeroviário
Catanduva é servida pelo Aeroporto Estadual Professor Eribelto Manoel Reino (IATA: SJP, ICAO: SBSR), localizado a 60 km de distância, na cidade de São José do Rio Preto.
Aeroporto de Catanduva
Fundado em 20 de janeiro de 1940, o Aeroporto João Caparroz sempre manteve um trabalho voltado para a formação de pilotos privados e comerciais. Ao longo de mais de 70 anos, já se formaram centenas de pilotos que estão exercendo atividades em companhias aéreas brasileiras e estrangeiras. Em 1948, Catanduva passou a receber voos comerciais da Real Transportes Aéreos, importante companhia de aviação comercial, tendo linhas para Ribeirão Preto, São Paulo, Curitiba, São José do Rio Preto, Araçatuba, Porecatu e Londrina, e às vezes escalas de aviões procedentes de Goiânia, realizadas por aviões Douglas DC3 e C-47. A Real chegou a ter sete linhas internacionais, existiu de 1946 a 1961, e aqui funcionou de 1948 a 1959.
Outra companhia aérea que operou em Catanduva foi a Vasp, que, em 1949, inaugurou sua linha de voos diretos para São Paulo, Santos e Rio de Janeiro, feitos por aviões Douglas DC-8. A Vasp funcionou em Catanduva cerca de três anos e seu escritório era na Rua Pernambuco.
Aeródromo São José das Borboletas
O novo Aeródromo SJ Borboletas (SN4Q), localizado na região sudoeste de Catanduva, é um aeroporto de aviação privada construído em 2022, pertencente à Usina Cerradinho. Ele está situado nas coordenadas geográficas 21°09'12"S de latitude e 049°01'53"W de longitude.
A única pista do aeroporto com designação de cabeceira 05/23, tem dimensões de 1500 metros de comprimento por 23 metros de largura de asfalto. Possui capacidade para suportar aeronaves com uma carga máxima de até 20.000 kg (20 toneladas) e é equipada com iluminação para facilitar as operações noturnas além de marcações de solo.
No que diz respeito às regulamentações para o tráfego local, os pilotos são instruídos a utilizar a frequência de rádio de 123,45 MHz para coordenar as operações simultâneas com o aeroporto de Catanduva (SDCD), devido à proximidade dos dois aeródromos.
Clube de Aeromodelismo de Catanduva
A pista está localizada na zona Norte da cidade, na Estrada vicinal que liga Catanduva à Novais.

#### Ferroviário
Linha Tronco da antiga Estrada de Ferro Araraquara
Possui 421 km de extensão, ligando Catanduva aos municípios de Araraquara e Santa Fé do Sul. Até 1973, o ponto terminal da linha ficava na cidade de Rubinéia, mas acabou desativado por conta da construção de uma usina hidrelétrica local.
Catanduva é cortada pela Linha Tronco da antiga Estrada de Ferro Araraquara, por onde é realizado todo o transporte de cargas da região atualmente. Por muitos anos, desde sua chegada na cidade em 1910, antes mesmo de sua emancipação, a Estrada de Ferro Araraquara (EFA) operou não somente o escoamento de toda a sua produção agrícola como também o transporte de passageiros da cidade até os municípios de Araraquara (onde se entroncava com a Linha Tronco da Companhia Paulista de Estradas de Ferro (CPEF)) e Rubineia, em seu traçado original.

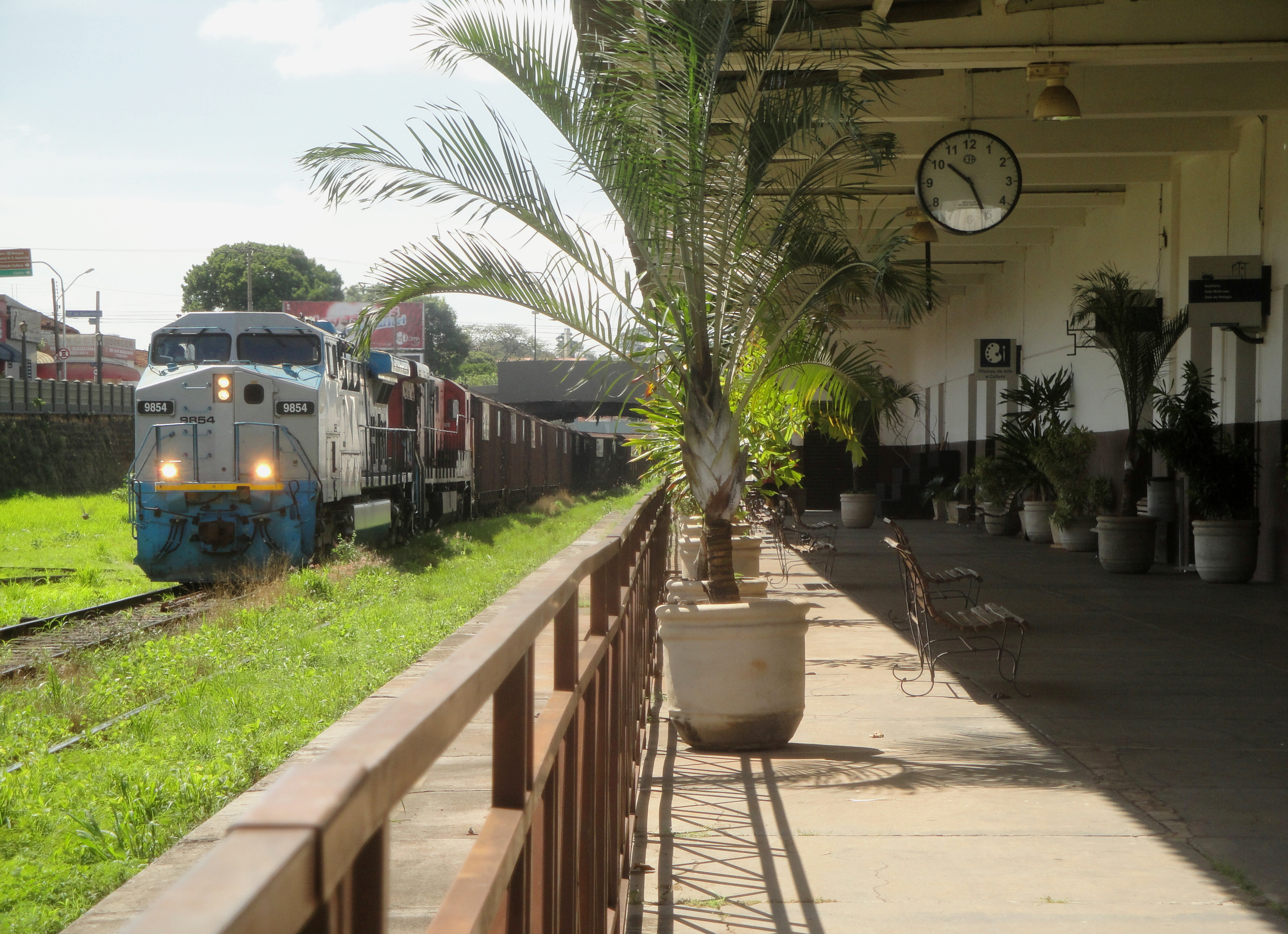
Estação Ferroviária de Catanduva

A estação foi aberta em 1910 como Vila Adolpho, nome do então distrito de São José do Rio Preto. O jornal O Estado de S. Paulo anunciava em 19 de agosto de 1909 que "foram aceitas pelo Governo as denominações de Pindorama e Catanduva para as estações dos quilômetros 65,880 e 76,700 do prolongamento de Taquaritinga a São José do Rio Preto". As alterações da linha nos anos 1940 e 1950 não tiraram a estação do leito original e, em 1955, passou por ali o primeiro trem já pela bitola larga.
Mesmo após a incorporação da EFA pela Fepasa em 1971, os serviços ferroviários permaneceram em operação na cidade a todo vapor. A única alteração feita pela Fepasa, foi a mudança do ponto terminal da linha, onde a partir de 1973, passou a ser a cidade de Santa Fé do Sul, devido a construção de uma usina hidrelétrica em Rubinéia, que desativou o traçado final original. Em 1999, após a privatização da Fepasa, a extinta concessionária Ferroban assumiu a linha férrea, mantendo os transportes de cargas e de passageiros por forças contratuais.
A Estação Ferroviária de Catanduva era frequentemente movimentada por passageiros, principalmente por ter sido por muitos anos, o ponto de intervalo do trajeto feito pelas composições vindas de Araraquara e em algumas épocas, vindas da capital paulista e de São José do Rio Preto para a troca de maquinistas, de onde partiam e realizavam o trajeto final da ferrovia até Santa Fé do Sul.
Em 15 de março de 2001, ali parou o último trem de passageiros, vindo de São José do Rio Preto para Itirapina, em um tradicional e breve intervalo de troca de maquinistas. Foi mantido no município apenas o transporte de cargas, realizado atualmente pela Rumo Logística.
Desde março de 2009, a Estação Ferroviária de Catanduva abriga a sede da Secretaria da Cultura do município e centro cultural, com o nome de "Estação Cultura".

### Comunicações

#### Telefonia
O sistema de telefones automáticos foi inaugurado na cidade em 1953 pela Telefônica Nacional. Já o sistema de discagem direta à distância (DDD) foi implantado em 1978 pela Telecomunicações de São Paulo (TELESP) com o código de área (0175).
Na década de 90 o código DDD da cidade foi alterado para (017), para padronização do sistema telefônico com a telefonia celular que estava sendo implantada em todo o estado.

#### Jornais
- Bom Dia Catanduva
- Notícia da Manhã
- O Regional
- O Jornal/Catanduva

#### Canais de Rádio de Catanduva
FM
- 89,7Mhz - Nativa FM
- 91,5Mhz - Jovem Pan FM
- 92,7Mhz - Antena 1
- 94,9Mhz - Rede Aleluia
- 95,5Mhz - Mix FM
- 96,1Mhz - Band FM
- 101,3Mhz - Vox FM
- 106,3Mhz - Rádio Deus é Amor
- 106,9Mhz - CBN FM

## Cultura e lazer

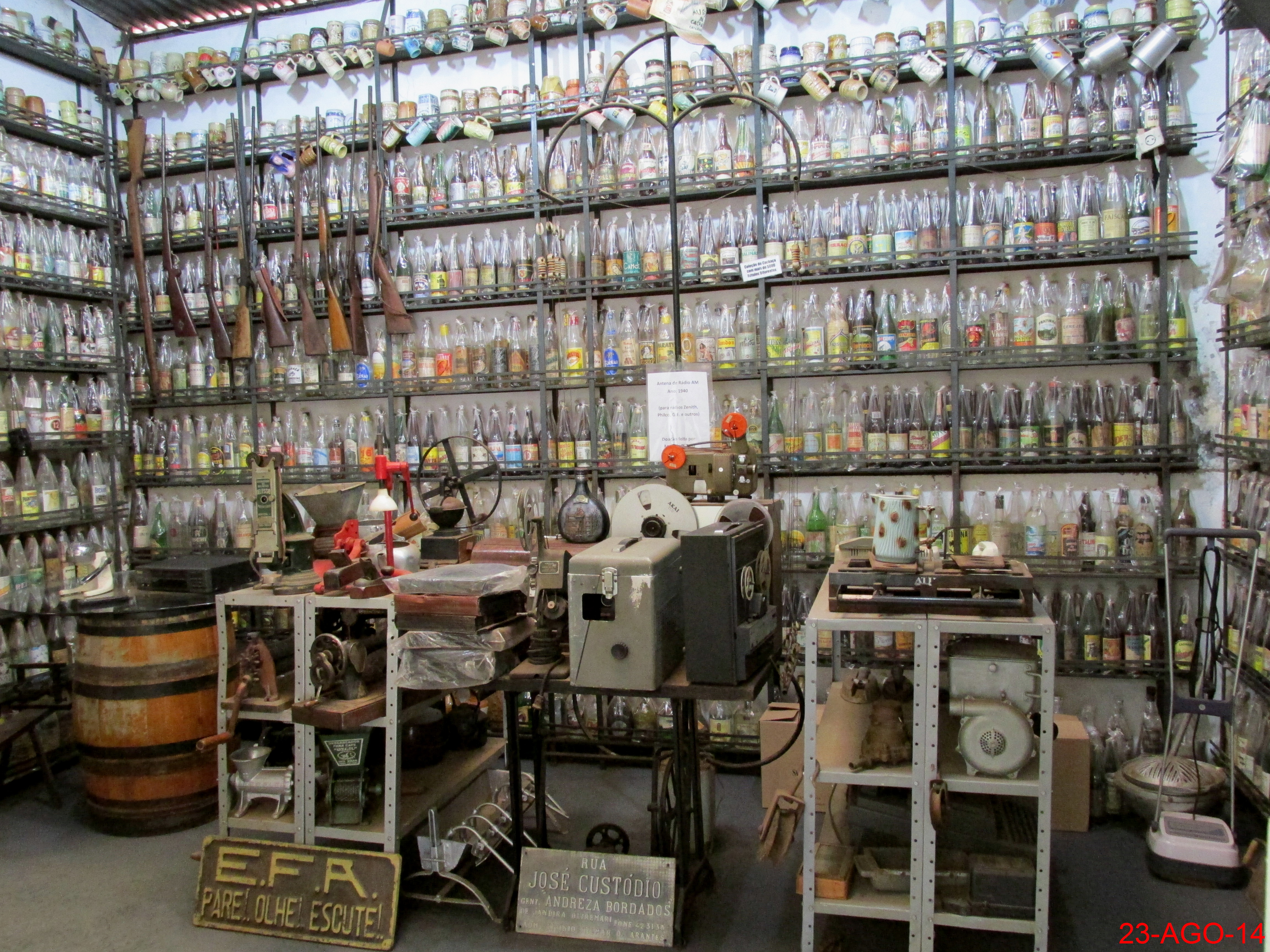
Museu e Engenho Santo Mario

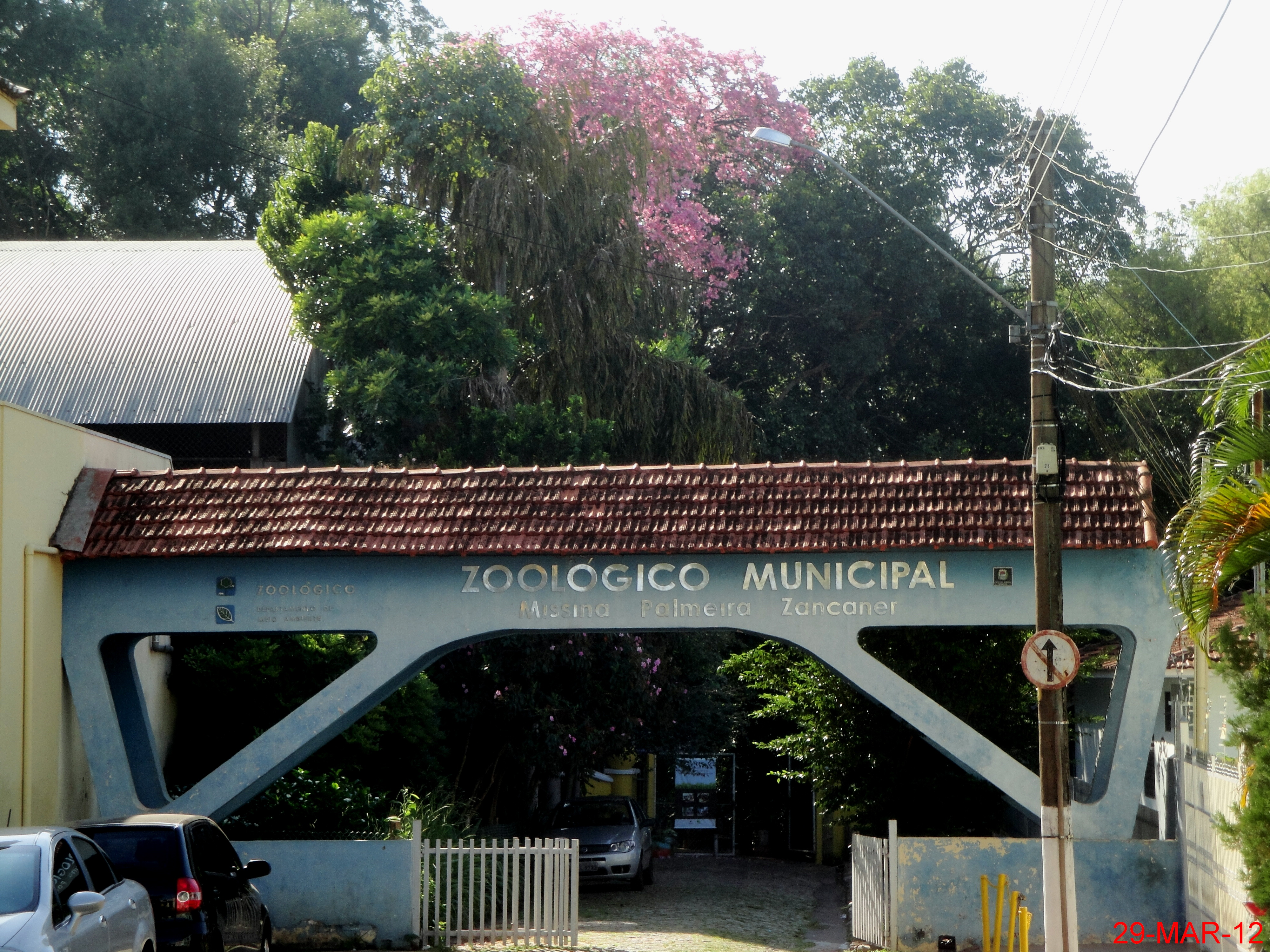
Zoológico Municipal de Catanduva, que conta com 300 animais de 70 espécies diferentes em uma área de mata nativa preservada perto do centro da cidade

A cidade possui clubes recreativos como o Clube de Tênis Catanduva e Clube de Campo Catanduva. Outras opções são o Estádio Municipal "Sílvio Salles", a Pista de Skate Municipal "César Perez Soto", o Shopping Popular "Alípio Gomes", o Zoológico Municipal "Missina Palmeira Zancaner" e o Conjunto Esportivo Municipal, com quadras para basquete e vôlei, piscina, campos de futebol, ginásio coberto, pista de atletismo e pista para a prática de atividades físicas. Nos bairros, também há praças e ginásios de esportes. O Recinto de Exposições "João Zancaner" é o local designado para comportar os grandes eventos realizados na cidade, como o Catanduva Rodeo Festival, a Feira de Negócios Alimentícios e o Mercocentro, Feira de Negócios do Centro Norte Paulista.

### Museus
O museu Padre Albino está aberto à visitação de segunda à sexta-feira, das 7 às 17 horas e aos sábados da 7 às 11 horas. O Museu da Cachaça, anexo ao Engenho, conta com mais de 5000 garrafas de bebidas e um pequeno acervo de antiguidades em exposição.
O Museu de Som e Imagem abriga o Cine Clube Júlio João Trida. Possui grande acervo de filmes em super 8 mostrando a história de Catanduva. O anfiteatro, com capacidade de 200 lugares, proporciona a exibição de materiais relativos à cidade.
Outras opções são o Museu Histórico "Governador Pedro de Toledo", o Centro de Criação Artística e Popular "Antônio Figueiredo Malheiros" (Casa do Artesão), o Museu da Cachaça no Engenho (Santo Mário), o Sítio da Uva, o Espaço Cultural "Professor Luís Carlos Rocha", o Castelinho e o Teatro Municipal "Aniz Pacha".

### Cinemas
A cidade possui 3 salas de cinema, administradas pela rede Cinemas Lumière, no Garden Shopping.

### Estação Cultura

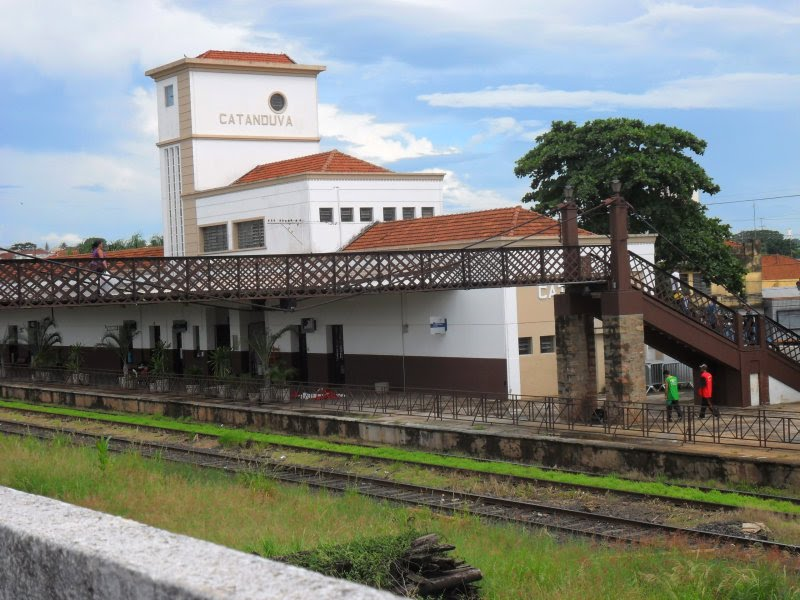
Estação Cultura

Funciona na antiga estação ferroviária de Catanduva e sedia a Secretaria Municipal de Cultura. O local promove oficinas e exposições de arte e cursos gratuitos. Localiza-se na Rua Rio de Janeiro, 100.

### Biblioteca Municipal "Embaixador Macedo Soares"
A Biblioteca pública possui 52 000 volumes, podendo ser reservados pela internet. Localiza-se na Rua Maranhão, 298, no Centro.
Em 2011, a prefeitura abriu licitação para a construção de um novo prédio para a Biblioteca, que abrigaria também o Museu Municipal.

### Igreja Matriz de São Domingos

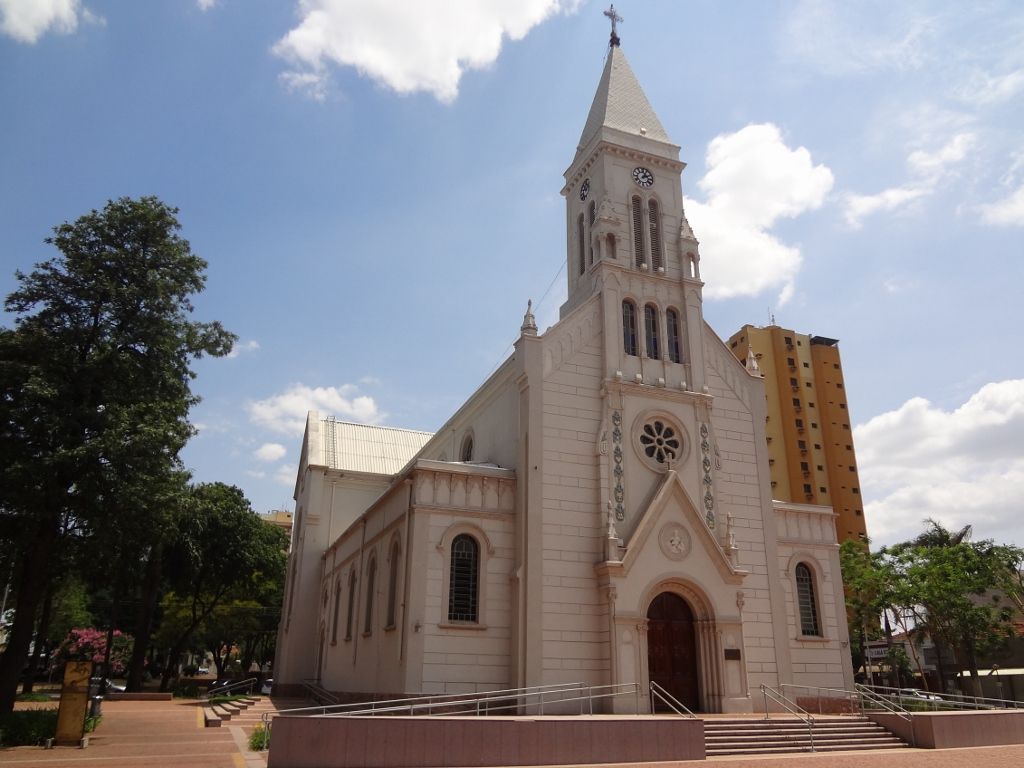
Igreja Matriz de Catanduva

A igreja Matriz de Catanduva, cuja obra teve início em 1919 e conclusão em 1925, está localizada na praça Monsenhor Albino, no centro da cidade. A igreja integra o roteiro turístico do estado de São Paulo desde 1965, por causa das 19 telas e um autorretrato do pintor Benedito Calixto de Jesus, nascido em Itanhaém, sendo este o maior conjunto de telas do artista em um só local.
O Santo padroeiro da cidade é São Domingos de Gusmão, que dá nome a Igreja Matriz de São Domingos, localizada no centro da cidade. A data de celebração é 8 de agosto. Este dia tornou-se feriado municipal com uma lei proposta pelo vereador Carlos Machado na década de 1970. Existem diversas homenagens prestadas ao santo na cidade que podem ser confirmadas através do nome do Rio que passa pela cidade, em estabelecimentos comerciais e na estátua de bronze esculpida e fixada na entrada do Teatro Municipal.

### Zoológico de Catanduva
O Zoológico Municipal "Missina Palmeira Zancaner" é uma opção de lazer ecológico na região. Possuindo uma área de 26 792 m², o local já teve cerca de 300 animais de 70 espécies diferentes, atualmente conta com uma quantidade de animais reduzida, em torno de 100 animais dentre 42 espécies, em uma área de mata nativa preservada perto do centro da cidade e recebe, diariamente, grupos de estudantes de escolas das redes municipal, estadual e particulares da região para caminhadas monitoradas. Na atividade, são contadas as histórias de cada animal e de sua espécie. Localiza-se na Rua 3 de Maio e tem acesso gratuito. O local também conta com o parque "Cidade da Criança".

### Esportes
O município possui diversas modalidades de esportes amadores, dentre eles rugby, natação, judô, basquete, futebol americano, vôlei, corrida, xadrez e tênis e principalmente futebol.

#### Catanduva Futebol Clube
O Catanduva Futebol Clube é um clube brasileiro de futebol da cidade de Catanduva, no estado de São Paulo. Foi fundado em 16 de novembro de 2017.

#### Catanduva Basket Club
Desde 1997, o basquete feminino de Catanduva sagrou-se como uma vitrine nacional da cidade. Hortência Marcari despontou em sua carreira quando integrava a equipe do Higienópolis; Janeth Arcain deu os primeiros passos também em Catanduva. Naquela oportunidade, tinha como dirigente o Dr. João Alberto Caparroz, que como um incentivador do esporte em nossa região, conseguiu colocar Catanduva em destaque nacional do basquete feminino.
Mesmo com um importante histórico, a cidade ficou mais de 20 anos sem uma equipe. Mas, no início do ano de 2005, o consagrado técnico Edson Ferreto, que já liderou a Seleção Brasileira, foi convidado para retomar o esporte na cidade e formar uma equipe que pudesse representar Catanduva.
O Açúcar Cometa/Unimed/Catanduva conquistou o Campeonato Nacional de Basquete Feminino de 2009 (12ª edição).

#### Grêmio Catanduvense de Futebol
O Grêmio Catanduvense de Futebol, fundado em 8 de março de 1999, disputa a série A-3 ou terceira divisão do campeonato paulista de futebol e a Copa Paulista de Futebol.

## Catanduvenses ilustres
- Biografias de catanduvenses

## Religião
Segundo dados do Censo IBGE 2010, a cidade possuía 70.175 pessoas que pertenciam à Igreja Católica Apostólica Romana, enquanto 26.822, diziam pertencer à Igreja Evangélica, dentre inúmeras denominações. Ainda segundo o levantamento, 6512 pessoas declararam-se pertencentes à religião Espírita. Da população geral, 5898 pessoas não possuem religião.
O Cristianismo se faz presente na cidade da seguinte forma:

### Igreja Católica
- A igreja faz parte da Diocese de Catanduva.[80]

### Igrejas Evangélicas
- Assembleia de Deus Ministério do Belém.[81][82]
- Congregação Cristã no Brasil.[83]
- Igreja Presbiteriana Independente do Brasil.[84]